# Neusiedler See
Der Neusiedler See (ungar. Fertő tó, fertő bedeutet wörtlich „Sumpf“) ist, wie der Plattensee, einer der wenigen Steppenseen in Europa und der größte ohne  natürlichen Abfluss ausgestattete See in Mitteleuropa. Er liegt flächenmäßig überwiegend auf österreichischem und zu einem weit geringeren Teil auf ungarischem Staatsgebiet. Der See zeichnet sich durch seinen Schilfgürtel, seine geringe Tiefe und sein mildes, aber windiges Klima aus. Seine einzigartige Fauna und Flora wird durch die Errichtung der beiden Nationalparks Neusiedler See-Seewinkel und Fertő-Hanság sowie durch die Ernennung zum UNESCO-Welterbe mit der Bezeichnung Kulturlandschaft Fertő/Neusiedler See geschützt.
Der österreichische Teil des Sees ist überwiegend Eigentum der Familie Esterházy; kleinere Teile gehören den Anrainergemeinden. Der See ist wegen der globalen Erwärmung zunehmend von seiner Austrocknung bedroht.
Auf österreichischem Gebiet ist der Neusiedler See samt einer rundumlaufenden Zone, die östlich breiter ist und hier den österreichischen Teil des Nationalparks Neusiedler See-Seewinkel einschließt, gemäß den Luftverkehrsregeln 2014 wegen des Natur- und Vogelschutzgebiets ein Flugbeschränkungsgebiet mit allgemeinem Flugverbot von 1. Oktober bis 31. Juli, in einer Flughöhe von 0 (Erdboden) bis in 1500 Fuß (etwa 457 m) Höhe über Grund.

## Geografie
Der Neusiedler See ist ein echter Steppensee, der westlichste einer Serie, die sich über ganz Eurasien bis China zieht (Eurasische Steppe). Dabei schließt er direkt an die östlichsten Ausläufer der Alpen an und liegt somit in der subalpinen Übergangszone zur Pannonischen Tiefebene, dem Alpenvorland im Osten.

### Ausmaße

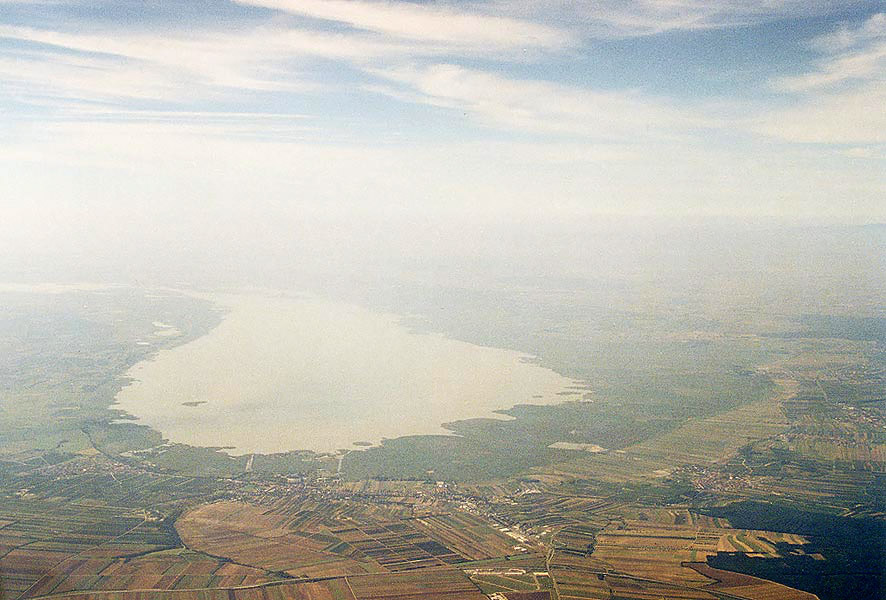
Neusiedler See, gesehen von Norden

Die Seefläche beträgt je nach Wasserstand durchschnittlich 320 km² und etwa die Hälfte davon ist mit Schilf bewachsen. Es liegen 230 km² in Österreich und 90 km² in Ungarn. Der österreichische Teil bildet damit die größte Seefläche des Landes (die ganz auf seinem Staatsgebiet liegenden Seen sind kleiner, ebenso der österreichische Anteil am insgesamt größeren Bodensee). Das Einzugsgebiet des Sees beträgt 1120 km². Die Hauptausdehnung in nord-südlicher Richtung beträgt 34 Kilometer, die Breite (von Ost nach West) zwischen 4,5 und 8 Kilometer ohne Schilfgürtel. Bei dieser Länge wirkt sich die Erdkrümmung bereits deutlich aus, weshalb beispielsweise zwischen Neusiedl am See und Mörbisch auf etwa 22 km Entfernung ein Warnlicht auf einem knapp 10 m hohen Mast nicht mehr sichtbar ist.

### Schilfgürtel

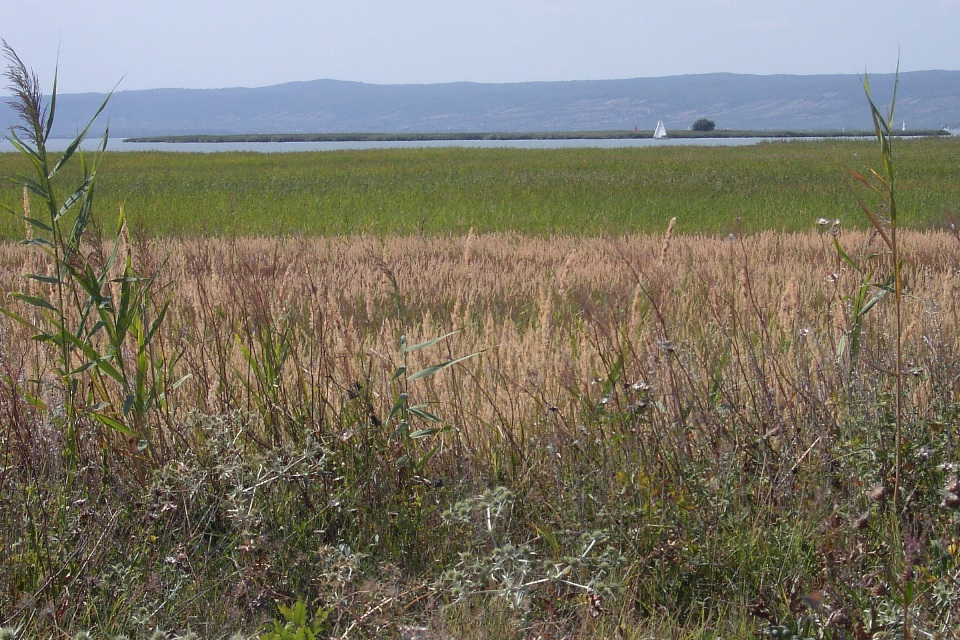
Schilfgürtel bei Podersdorf mit der Bauminsel

Der den See fast vollständig umgebende Schilfgürtel bildet den Lebensraum der einzigartigen Tierwelt der Region und ist nach dem Donaudelta das größte zusammenhängende Schilfgebiet in Europa. Durch die vorherrschende nordwestliche Luftströmung wächst am Ostufer deutlich weniger Schilf als am Westufer. Bei Donnerskirchen ist der Schilfgürtel bis zu fünf Kilometer breit, Podersdorf liegt am einzigen schilffreien Strandabschnitt von zwei Kilometern Länge. Die Passagen durch den Schilfgürtel bezeichnet man als Schluichten. Teilweise wächst der Schilfgürtel Richtung Seemitte und umschließt damit wiederum Bereiche wie den Silbersee im Süden.
Schilf war bis Mitte des 19. Jahrhunderts am Seeufer nur stellenweise und vornehmlich im Waasen anzutreffen. Der Schilfgürtel ist ab 1909 (Eröffnung Einserkanal) bis 1965 (Beginn der Seeregulierung) stark angewachsen und bedeckt heute eine Fläche allein in Österreich von annähernd 100 km². Ursachen der Verschilfung sind der Eintrag von Dünger aus der Landwirtschaft und der Einser-Kanal, der eine Verringerung des Salzgehaltes des Wassers bewirkte. Das konkurrenzstarke Schilf konnte sich rund um den See verbreiten und bewächst fast alle Seebereiche mit geringem Wasserstand.
Knapp die Hälfte des Schilfgürtels liegt in der streng geschützten Naturzone des Nationalparks, vom Rest werden 10 bis 15 Prozent des Schilfgürtels von Landwirten und einigen professionellen Schilfschneidern im Winter maschinell geerntet und teilweise auch weiterverarbeitet. Dazu wäre das einjährige Schilf am besten geeignet, der Nationalpark erfordert aber eine mehrjährige Rotationsbewirtschaftung der Schilfflächen. Das führte in der Vergangenheit immer wieder dazu, dass alte Schilfbestände gesetzeswidrig in Brand gesteckt wurden, um Flächen für junges Schilf zu erhalten. Die burgenländische Landesregierung errichtete 2006 in Neusiedl am See ein Biomasseheizkraftwerk, welches das alte Schilf verwertet, um damit der drohenden Verschilfung des Sees entgegenzuwirken. Weiters werden seit 2013 die Schilfflächen von WWF und BirdLife so verwaltet, dass möglichst wenig dauerhafte Schäden durch den Schilfschnitt entstehen.
Ein schon altes Produkt des Sees ist das Schilf als Baumaterial, obgleich sich auch die Anwendung erweitert hat. Es wird wie früher für Stuckatur und für die Dachdeckung verwendet, da es Kieselsäure eingelagert hat und dadurch besonders widerstandsfähig ist. Außerdem wird es als Wärmedämmung und Sichtschutz verarbeitet. Es wird in größerem Stil exportiert.
Bei den sogenannten Inseln des Neusiedler Sees, auch Schoppen (Singular: der Schoppen) genannt, handelt es sich meist nur um von offenem Wasser umgebene Schilfbestände. Hierzu gehören:
- Bauminsel oder Podersdorfer Schoppen (nahe dem Ostufer zwischen Podersdorf und Weiden)
- Oggauer Schoppen (Südteil der Oggauer Bucht, nur durch engen Kanal vom Strandschilf getrennt)
- Fünf Schoppen (südlich vor der Ruster Bucht, Gruppe mit zwei bis fünf Schilfinseln)
- Möwenschoppen (südlich der Fünf Schoppen)
- Schotterinsel (Schotter nur bei Niedrigwasser, sonst Schilfinsel, auf halbem Weg zwischen Ruster Bucht und Ostufer)
- Vogelinsel (am Ostufer südlich von Podersdorf)

### Vermessungspunkt „B0“
Wo die österreichisch-ungarische Staatsgrenze, die vom Südrand Mörbisch (Westufer) kommend ostwärts in den See läuft, um etwa 100° genau nach Süden knickt, hat die ungarische Grenzwacht 1973 eine kleine Betoninsel in Kreisringform mit etwa 13 m Außendurchmesser errichtet. Sie trägt in ihrer Mitte ein Vermessungszeichen.
Die künstliche Insel durfte weder betreten noch umfahren werden und gilt als Symbol des Kalten Krieges. Im Juni 2004 kam es zur ersten Sternfahrt von vier Personenschiffen aus den Häfen Fertőrákos, Rust, Illmitz und Mörbisch zu diesem Punkt. Dabei wurde dem Gedenken an die ehemalige geopolitische Situation Ausdruck verliehen.
Die in den folgenden Jahren wiederholten Fahrten verstanden sich als Friedensmissionen untermalt mit religiösen Elementen. 

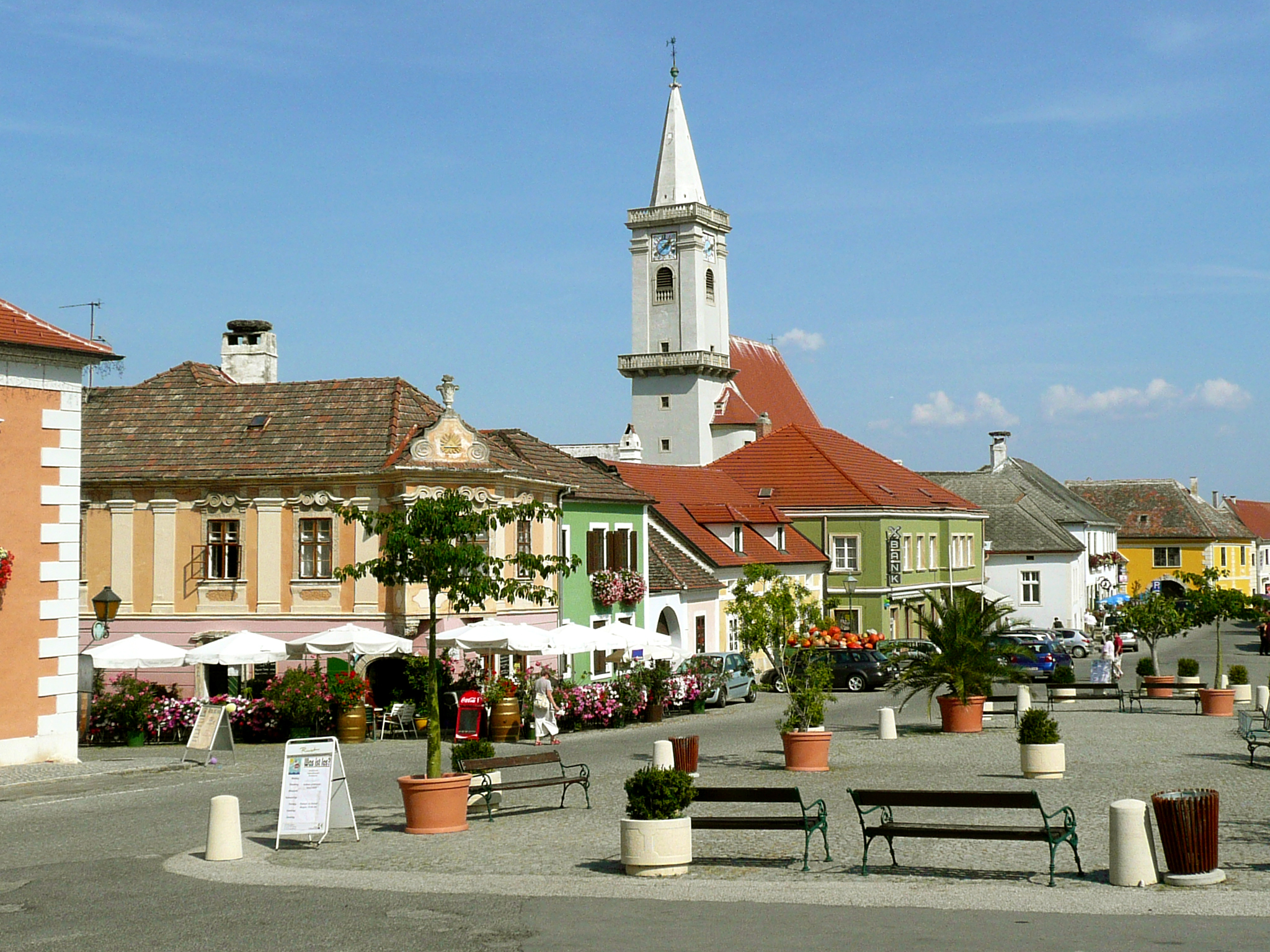
Rust

### Umland
Der See liegt in der Kleinen Ungarischen Tiefebene, die den westlichen Ausläufer der Ungarischen Tiefebene darstellt. Er wird im Nordwesten von den letzten Ausläufern der Alpen, dem Leithagebirge, im Süden vom Ödenburger Gebirge und im Norden von der Parndorfer Platte begrenzt. Weiters liegt ein Teil des Heidebodens und der Seewinkel im Osten, das Ruster Hügelland im Südwesten und der Waasen, ungarisch auch Hanság genannt, im Süden und Südosten.
Bade- und Hafenanlagen haben im Bezirk Neusiedl am See die Orte Illmitz, Podersdorf, Weiden, Neusiedl am See, Jois und im Bezirk Eisenstadt-Umgebung Breitenbrunn am Neusiedler See, Purbach am Neusiedler See, Oggau, Mörbisch und die Freistadt Rust in Österreich sowie Fertőrákos in Ungarn.
Weitere Orte im Umland sind Apetlon, Gols, Winden am See, Donnerskirchen, Oslip, Fertőboz, Fertőd, Balf (Wolfs), Fertőhomok, Hegykő, Sarród und Fertőújlak (Mekszikópuszta).

### Geologie

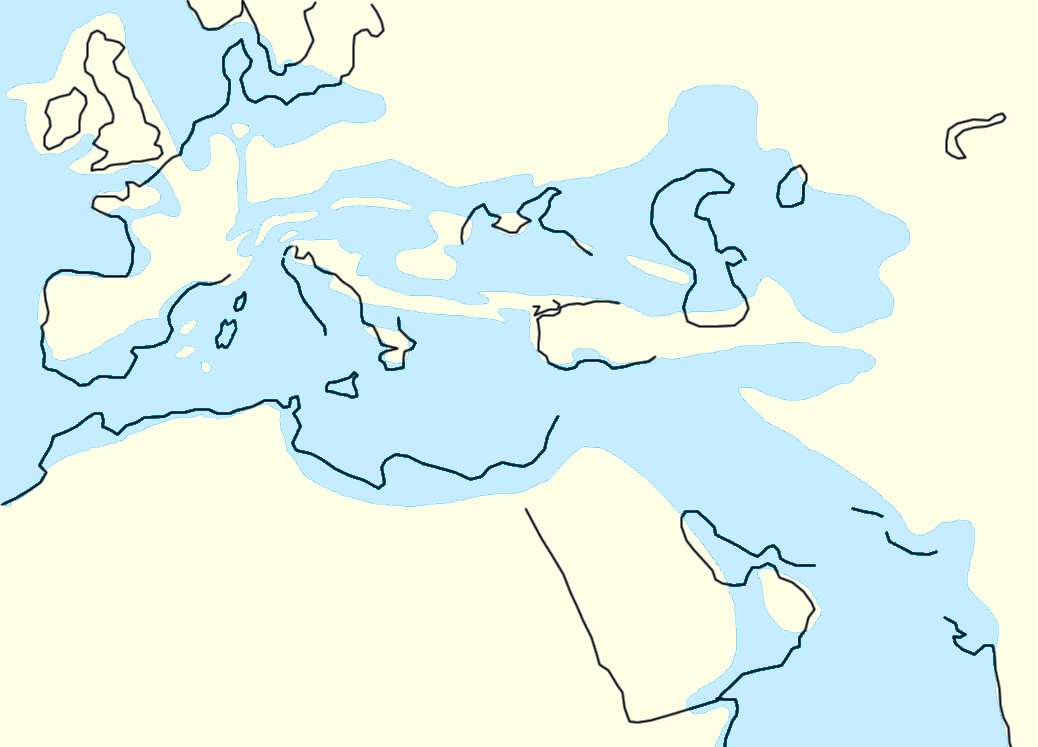
Das Tethys-Meer wich mit der Entstehung der Gebirge (Alpen, Karpaten, Balkan, …) seit etwa 30 Mio. Jahren aus Europa zurück.

Im mittleren Tertiär vor ca. 16 Millionen Jahren war die Gegend des heutigen Neusiedler Sees von einem Ausläufer des Urmeeres Tethys bedeckt. Es herrschte ein tropisches bis subtropisches Klima. In den küstennahen Bereichen, also am heutigen Leithagebirge und am Ruster Höhenzug, wuchsen ausgedehnte Rotalgen- und Korallenriffe, deren mineralischen Sedimentationsprodukte als Leithakalk bekannt sind. Der Stein wurde seit Langem auf beiden Seiten des Leithagebirges und im Ruster Höhenzug hauptsächlich als Baustein genutzt (z. B. Römersteinbruch von St. Margarethen).
Die Auffaltung des Alpenbogens und des Karpatenbogens bewirkte eine tektonisch bedingte Absenkung der dazwischen liegenden Gebiete. Mit dem Rückzug der Parathetis bildete sich ein Binnengewässer im entstandenen Tiefland, wo sich seit dem Badenium mächtige Schichten aus Tonen und Sanden am Boden ansammelten. Dieser Pannonische See verlandete so bis Ende des Pannoniums vor etwa 5 Mio. Jahren und hinterließ die Pannonische Tiefebene und das Wiener Becken.
Die vier jüngsten Eiszeiten des Pleistozäns der letzten zwei Jahrmillionen haben sich im Gebiet zwar nicht so stark ausgewirkt wie in den Alpen, doch brachten die Flüsse gewaltige Mengen an Sedimenten von Ton, Lehm, Schluff und Sand. Die Mächtigkeit der neogenen und quartären Sedimente ist allerdings unterschiedlich verteilt. Am Ostrand des Leithagebirges beginnt die Schichtung des Neogen mit null Meter und erreicht unter dem Hanság (Waasen) mehr als 2000 Meter. Zudem sind die Schichten in Richtung Osten verkippt. Die mineralische Zusammensetzung des Seeschlamms ergibt sich hauptsächlich aus Calcit mit einem geringen Magnesiumanteil sowie Chlorit und akzessorisch Fragmente aus Glimmermineralen. Ferner befinden sich darin (calcitische) Muschelkrebsschalen und Kieselalgenreste. Unter dem Schlamm erstreckt sich eine Sandschicht, die überwiegend Quarzanteile enthält. Darunter folgen glimmerhaltige Tonmergel, die bei Trocknung nur eine geringe Schrumpfungsneigung zeigen.
Das Seewasser erneuert sich zu etwa 76 % aus atmosphärischen Niederschlägen und knapp 20 % aus Zuflüssen. Die jährlichen Niederschlagsmengen schwanken zwischen 350 und 890 Millimetern. Unterirdische Austritte mineralhaltiger Wässer aus Klüften sind für den hohen Gehalt an gelöstem Soda verantwortlich, bewirken aber auch Gehalte von Natriumsulfat und Natriumchlorid sowie Kalium- und Magnesiumsalzen.
Besonders wichtig für die Vegetation ist der Löss, der aus feinsten, staubförmigen Teilchen besteht, die der Wind verfrachtete. In der Periode der jüngsten Würm-Kaltzeit, vor 70.000 bis 10.000 Jahren, brachten Flüsse massenweise Schotter aus den Alpen in das Land östlich des Sees. Gegen Ende dieser Kaltzeit entstand vor rund 13.000 Jahren infolge einer weiteren tektonischen Einsenkung der Neusiedler See.

## Hydrogeologie

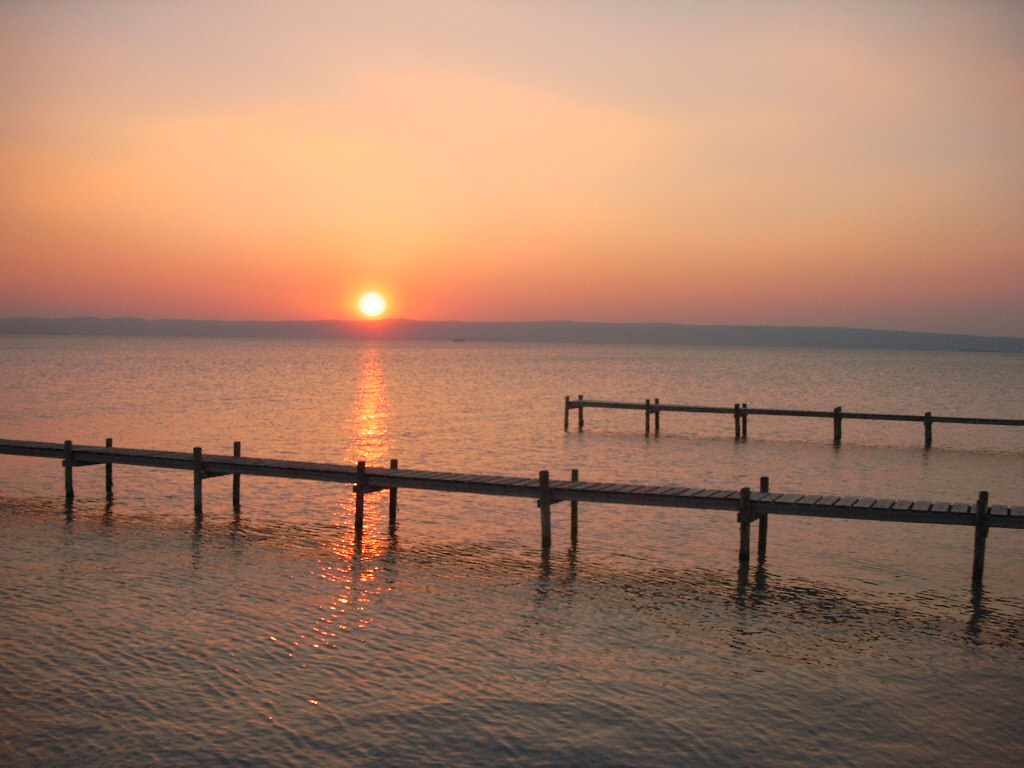
Abendstimmung am Neusiedler See; Blick von Podersdorf in Richtung Westen

### Seebecken
Der Untergrund des Sees ist meist sandig, an einigen Stellen finden sich Schotterbänke. Die Strömung verhindert die Ablagerung der schwebenden Sedimentteilchen und damit die Bildung von Schlamm. Nur in Bereichen ohne Strömung nahe des Schilfs oder in Buchten und Häfen lagern sich verrottende Biomasse und Faulschlamm ab und bilden die markanten Methan- und Schwefelwasserstoffgase. Diese sind auch die Ursache der ungewöhnlichen eisfreien Stellen, wenn im Winter der See sonst vollständig zugefroren ist.

### Unterirdische Mineralwasservorkommen
Im Jahre 1955 wurde bei einer Bohrung im Rahmen einer Planung für eine Hotelanlage in Mörbisch eine unterirdische Mineralwasserlagerstätte entdeckt, die sich unter dem Neusiedler See nach weiteren Forschungsarbeiten als größtes Mineralwasservorkommen Europas in differenzierter Lagesituation erwies. Nach damaligen Messungen erstreckt sie sich allein in Österreich auf einer Fläche von 240 km². Weitere Erkundungen zeigten, dass rund um den See eine Reihe von Mineralquellen vorhanden waren, von denen nicht alle genutzt wurden.
Bei Mineralquellen finden sich auch tektonische Bruchlinien, hier beherrschen vier Brüche den Raum. Darauf beruhten Erklärungsversuche für das hiesige Auftreten von Mineralwässern:
- vor 15 Millionen Jahren entstand der Mörbischer Bruch (zwischen Mörbisch und Rust mit einer Sprunghöhe von 800 Metern);
- der Oggauer Randbruch;
- der Neusiedler Bruch von Neudorf über Neusiedl bis in den See (Sprunghöhe 200 Meter);
- der Mönchhofer Fischerhüttenbruch von Mönchhof über Illmitz nach Ungarn (Sprunghöhe 100 Meter).

Diese Ursache wurde jedoch durch fortschreitende Forschungsarbeiten hinterfragt. Neuere Erkenntnisse gehen von anderen Ursachen für die salinaren Grundwasserverhältnisse aus. Den aktuellen Erklärungen einen Schritt näher kam die Aszendenzhypothese von Alfons Friedrich Tauber (1963, 1965), der in horizontal und vertikal aufsteigenden Grundwasserströmungen mit variierender geochemischer Zusammensetzung die Herkunft für die gelösten Mineralanteile im Wasser sah und die Sodagehalte aus nichtmarinen Bildungsvorgängen vermutete. Hierbei wurde eine Herkunft aus Meeresablagerungen des Unteren Miozäns (Jungtertiär) ausgeschlossen, da dabei Natriumchlorid in den Wässern und nicht Soda zu erwarten gewesen wäre. In der Folge weiterer Untersuchungen werden dagegen limnisch-fluviatil verursachte Prozesse mit Verbreitung kalkhaltiger Lössablagerungen während der Klimaverläufe des Pleistozäns (Riß-Würm-Interglazial) als Ursachen angenommen.
Spätere Forschungen in der Region Frauenkirchen ergaben exemplarisch, dass Verweilzeiten im oberen Grundwasserleiter des Seewinkels sehr stark variieren und unterschiedliche Abflussrichtungen haben können, sowohl in den Neusiedler See als auch in Richtung Süden und Südosten. Die Gründe für die unterschiedlichen Verweilzeiten werden mit Inhomogenitäten des lithologischen Schichtenaufbaus entlang der Abflusshorizonte erklärt. In diesen Schichtenpaketen treten sowohl Schotter als auch Sande, Schluffe und Tone auf. Die in diesen Sedimenten stark voneinander abweichenden Korngrößenverhältnisse bestimmen die Verweildauer der Grundwasserkörper, die zwischen wenigen Jahren und mehreren Jahrzehntausenden liegt und es kommen Mischalter vor. Daraus ergeben sich viele lokal unterschiedliche Alter kleinerer hydraulisch aktiver Zonen.
Es sind zwei getrennte Grundwasserstockwerke, in denen im Raum Neusiedler See mineralhaltige Tiefenwässer vorkommen. Das obere reicht bis in eine Tiefe von etwa 150 Metern und liefert hochkonzentrierte Natrium- und Magnesiumsulfatwässer. Deren Salzgehalt kann mehr als 37 Gramm pro Liter erreichen. Im unteren Stock (bis 800 bzw. bis 1200 Meter Tiefe) finden sich fluorreiche Kochsalzlösungen, die lange Zeit als ehemalige Meerwässer des Neogens (= Jungtertiär) (25 bis 2 Millionen Jahre alt) interpretiert wurden, was sich jedoch als unzutreffend herausstellte. Im Gegensatz zu früheren Annahmen existiert unter dem Neusiedler See keine zusammenhängende Mineralwasserlagerstätte.
Auf der Basis von Isotopenanalysen haben neuere Forschungen die Auffassung gestärkt, dass die Grundwasserkörper in den beiden Grundwasserstockwerken lediglich pleistozänen Alters sind und dass die Aquifere der benachbarten Gebirgsketten (Leithagebirge, Ruster Höhenzug) die Grundwasserleiter geringer Tiefe sowie die Tiefenwasservorkommen unter dem Neusiedler See beliefern.
Ein Teil der mineralwasserführenden Schichten besteht aus schluffigen Feinsanden. Über diesen Sanden liegen Tonschichten, welche als Grundwasserstauer das Mineralwasservorkommen vor Verunreinigungen schützten. Die Wasservorkommen stehen unter artesischem Druck und steigen an Klüften auf, wo sie sich mit Grundwasser mischen, oder sind mittels Bohrungen erschlossen.
Neben dem Ortsbrunnen St. Bartholomäus in Illmitz und einigen Hausbrunnen werden diese Vorkommen aus Bohrungen mit über 100 m Tiefe in den oberpannonen Porenaquifer in größerem Ausmaß von der St. Martins Therme & Lodge in Frauenkirchen genutzt. In Ungarn wird das Mineralwasser „Balfi Ásványvíz“ in Balf abgefüllt und mehrere Hallen- und Freibäder werden mit diesem Wasser betrieben.

### Wasserhaushalt/Wasserspiegel

#### Problematik

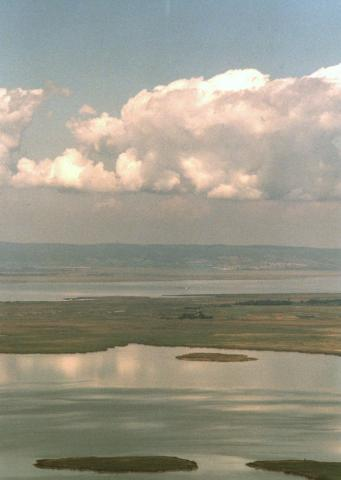
Blick vom Silbersee in Richtung Norden

Der seichte See wird überwiegend durch Niederschläge gespeist und durch Verdunstung entwässert. Dadurch ist der Wasserstand den Wetterbedingungen unterworfen und schwankt naturgemäß stark. Der Wasserspiegel liegt im Mittel bei etwa 115,45 m ü. A., die maximale Tiefe beträgt nur etwa 2 Meter. Die unterjährige Schwankungsspanne liegt bei 60 bis 80 Zentimeter. Im August werden die niedrigsten Wasserstände gemessen.
Niederschläge und Trockenheit können einerseits erhebliche Überflutungen und andererseits die Austrocknung des Sees zur Folge haben. Die Wasserzufuhr erfolgt zu etwa 80 % durch die Niederschläge und zu 20 % durch die kleineren Zuflüsse, wie Wulka, Rákos-patak, Wolfsbrunnbach, Angerbach und die Ortskanalisationen. Die wenigen aus dem Leithagebirge gespeisten Süßwasserquellen sind für den Wasserstand vernachlässigbar. Da das Seebecken vom Seewinkel durch dichte Tegelschichten getrennt ist, kommt von dorther auch kein Grundwasser in den See. Der See ist ein Endsee und hat daher keine natürlichen Abflüsse, die Verdunstung ist für 90 % des Wasserverlustes verantwortlich. Da der See in einer windreichen Gegend liegt, werden durch den Wind hohe Wassermengen in den Schilfgürtel geführt, die von den Pflanzen rasch aufgesogen werden.

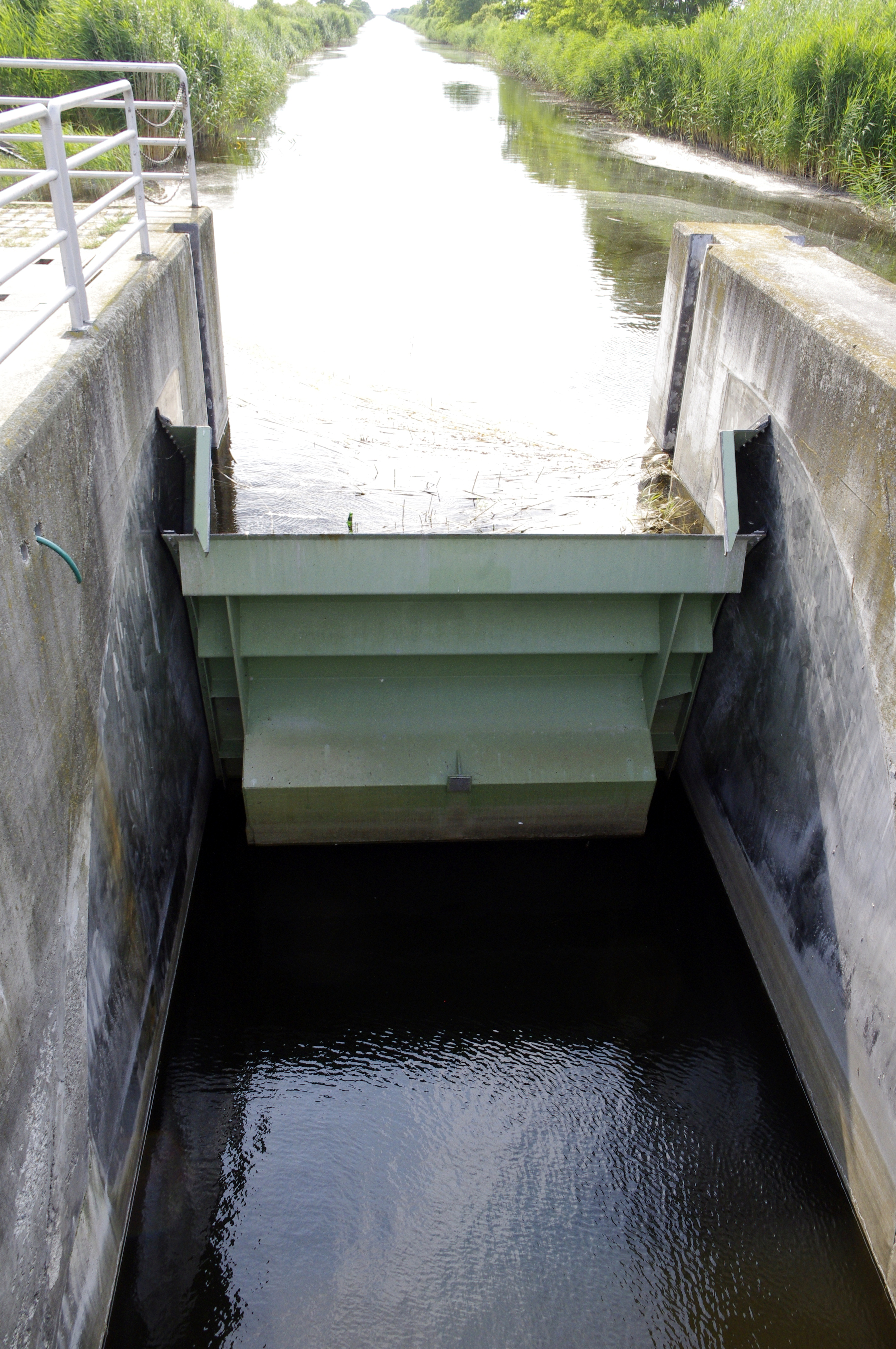
Seerandschleuse am Einserkanal

Durch den wehrgesteuerten Einser-Kanal wird winterliches Hochwasser über die Rabnitz in die Donau abgeführt, um Überschwemmungen im Frühjahr zu vermeiden. Wenn der See, so wie im Frühjahr 1996, doch einmal über seine Ufer tritt, werden neben den Gebäuden und Anlagen in Ufernähe auch die Kläranlagen in ihrem Betrieb gestört. Das überflüssige Wasser lässt sich später im Jahr aber auch nicht mehr über den Einser-Kanal ableiten, da die Flüsse dahinter dann ebenfalls Hochwasser führen. Wird im Winter aber zu viel Wasser abgeleitet, leiden im Sommer Tourismus und Landwirtschaft durch das Niedrigwasser. Außerdem sind solche Eingriffe aus ökologischer Sicht bedenklich.

#### Mehrjährige Schwankungen
Die mehrjährige Schwankungsspanne des Wasserspiegels ist seit 1965 mit knapp 90 Zentimeter deutlich geringer, der Wasserstand des Sees damit stabiler als davor. Vorher waren Schwankungen von 1,6 Metern üblich. Seit 1965 ist das Risiko von Überschwemmungen auch merklich gesunken. Dies wurde durch Einsatz genau definierter Prozeduren zur Stabilisierung des Wasserstandes zwischen Österreich und Ungarn im Jahre 1965 ermöglicht. Diese so genannte Seeregulierung wird über den Einser-Kanal durch das Seerandschleuse genannte Wehr zwischen Apetlon und Mekszikópuszta auf ungarischem Staatsgebiet geregelt. Bilaterale wasserwirtschaftliche Fragen werden durch die Österreichisch-Ungarische Gewässerkommission behandelt.
Vor den Regulierungsarbeiten im 19. Jahrhundert setzte sich der See im weiten Sumpfland des Waasen fort, von dem im Süden noch Reste erhalten sind. Er stand somit in einer engen Verbindung mit der Donau und der Raab. Dieses System wurde durch das Hochwassertor von Győr und die Trockenlegung (durch Dämme und Kanäle) des Waasen im Seewinkel zerstört.

#### Historische Schwankungen und Pläne zur Trockenlegung des Sees

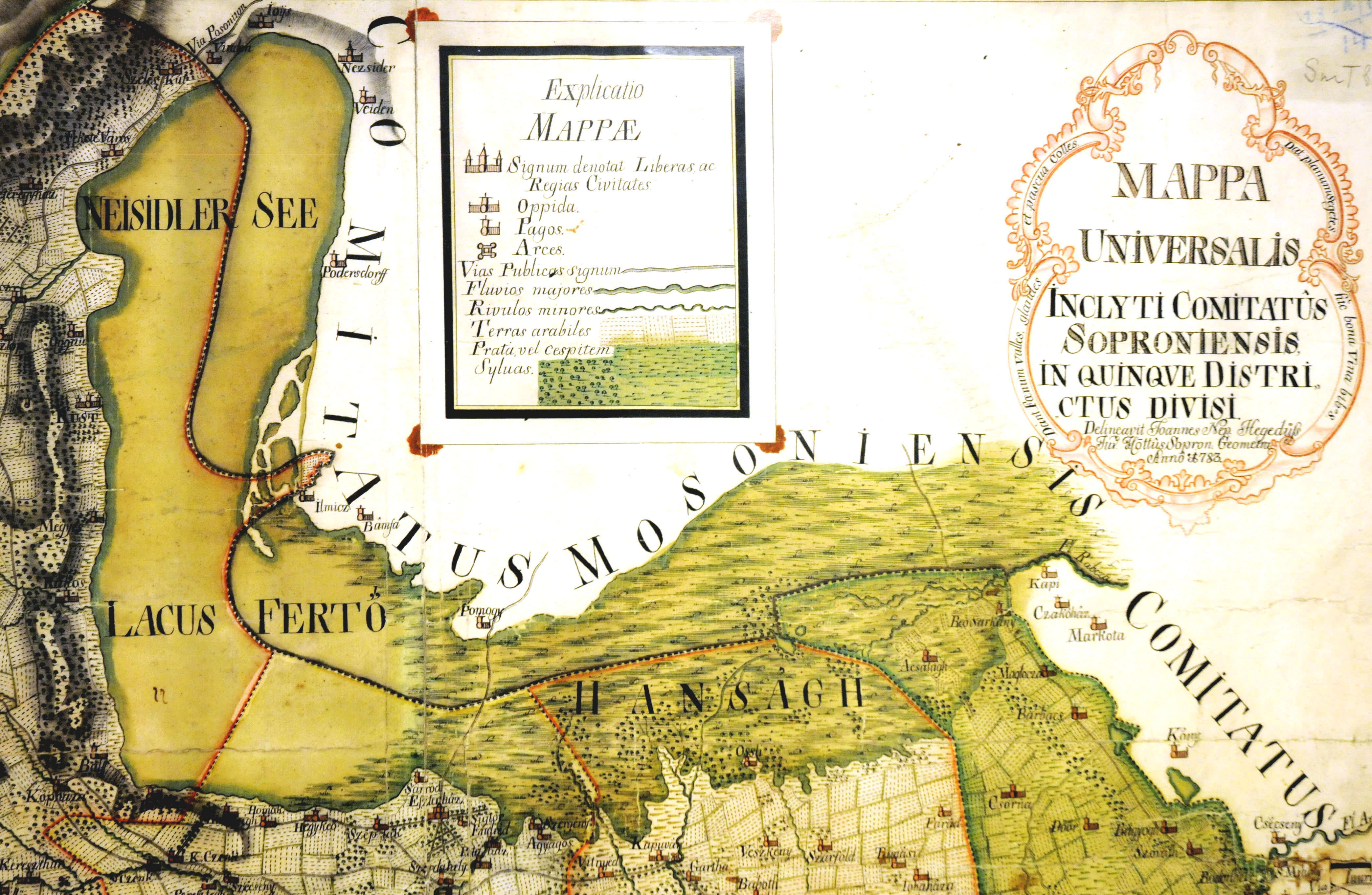
Neusiedler See und Hanság 1783

Im Laufe der Jahrhunderte stieg und fiel der Seespiegel wiederholt bis zu Extremwerten, was auch das Leben rund um den See beeinflusste: 1740, 1773, 1811–1813 und 1864–1870 trocknete der See (fast) völlig aus, andererseits wies er 1741/1742, 1786, 1797–1801, 1838 und 1941 die größten Ausdehnungen auf.
Anfang des 17. Jahrhunderts trocknete der See über mehrere Jahrzehnte langsam aus, sodass sogar schon eine Rekultivierung des Seebodens erwogen wurde. Doch nach einigen Jahren war der See wieder voll und erreichte 1786 mit einer Fläche von 515 km² einen Höchststand. Dabei wurde viel Weidefläche überschwemmt, sodass Bauern sogar abwandern mussten.
Zwischen 1775 und 1780 wurde ein Kanal durch den Hanság (deutsch: Waasen) gegraben und eine Dammstraße zwischen Pamhagen und Eszterháza errichtet. In den nächsten 40 Jahren trocknete der See abermals aus und füllte sich wieder. Der Kanal wurde erweitert. Dabei wurden weite Teile der Moore trockengelegt, und bei Magyaróvár (deutsch: Altenburg) entstanden große Wiesen. Das Umland erlebte einen wirtschaftlichen Aufschwung, in der Folge konnten sogar Bauernsöhne studieren.
1838 führte der See aber wieder Hochwasser und zerstörte viele landwirtschaftliche Kulturen. Zum Schutz der Landwirtschaft wurde der Ingenieur Karl Kecskés mit der kompletten Trockenlegung des Sees beauftragt. Der sumpfige Hanság wurde großteils mit Kanälen und Dämmen entwässert und damit der Wasserstand des Sees reduziert. In der Folge gefror der See im Winter bis auf den Grund, alle Fische verendeten, und das Projekt wurde aus Geldmangel fallengelassen.
Ein jahrelang schwelender Torfbrand ab 1857 verwüstete weite Teile des ehemaligen Hanságs und damit war er für die Landwirtschaft nur bedingt nutzbar. 1858 fielen Wanderheuschrecken in großer Zahl östlich des Sees ein und vernichteten die Vegetation.

Karte der Franzisco-Josephinischen Landesaufnahme vom ausgetrockneten, mittleren Neusiedler See um 1870

Bei der letzten Austrocknung von 1864 bis 1870 wurde im trockenen Seebett Reis angebaut. Bis 1871 verblieb nur mehr ein schmaler Streifen Wasser. Der Boden härtete aus und verkrustete. Der Wind trug den salzigen Staub in die umliegenden Orte und vor allem in die Weingärten. Der Seeboden selbst war aber landwirtschaftlich kaum nutzbar, und es siedelten sich salzresistente Pflanzen an, die sonst nur an der Meeresküste vorkommen. Wege zwischen den Seegemeinden, zum Beispiel von Illmitz nach Mörbisch, wurden angelegt.
Bereits 1872 war der See wieder voll. Für 1878 vermerkt das Handbuch Statistik von Österreich-Ungarn hingegen, dass der See neuerlich beinahe vollständig ausgetrocknet war. In der Folge wurde die Raabregulierungsgesellschaft gegründet, die die Aufgabe hatte, den See für immer trockenzulegen. So wird 1885 mit der Planung eines Kanals von Pamhagen zur Rabnitz begonnen und 1895 mit dem Bau des Einser-Kanals begonnen, der 1909 fertiggestellt wurde. Durch ständige Verschlammung und Verlandung diente er bestenfalls zur Regulierung des Sees, aber nicht zur Trockenlegung. Weitere geplante Kanäle, deren Namen „Zweierkanal“, „Dreierkanal“ und so weiter lauten sollten, wurden jedoch nicht gebaut.

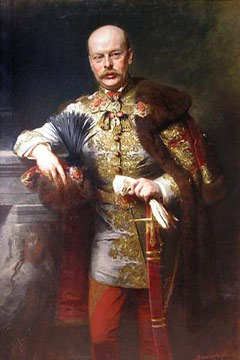
Nikolaus IV. Esterházy

Gegen Ende des Ersten Weltkrieges kam es zu ernsten Lebensmittel-Engpässen, die zusätzliche Flächen für die Landwirtschaft erforderlich machten. Am 24. und 25. April 1918 fand eine Begehung im Seegebiet statt. Beteiligt waren der Direktor der Regulierungsgesellschaft der Raab, Ministerialbeamte, Ingenieure als Sachverständige und der Rechtskonsulent von Nikolaus IV. Fürst Esterházy. Ergebnis deren Ermittlungen und Beratungen war:
- Die „Weiterführung“ der Seeregulierung als „dringliche Sache“, weil die wasserbedeckte Fläche für die Landwirtschaft nicht „benützbar“ sei. Wegen des niedrigen Wasserstands sei der See auch für die Fischerei ungeeignet.
- Der ältere Plan des Baus eines „Verbindungsgrabens“ im See zur Wasserableitung mit einer Sohlbreite von 15 Metern und hohen Dämmen von der Einmündung der Wulka bis zum Hanságkanal sei undurchführbar.
- Zweckmäßig sei die Eindämmung eines Seeteils. Diese für Zwecke der Landwirtschaft ungeeignete Teilfläche mit erhöhtem Wasserstand solle der „Fischteichwirtschaft“ dienen, aber auch mit „Schilfrohrbeständen“ verbleiben. Der (bisher) andere Seeteil werde indes gänzlich austrocknen. Damit würde für eine landwirtschaftliche Nutzung brauchbarer Boden gewonnen; er könne im Bedarfsfall aus dem Seerest bewässert werden.
- Die Hälfte des Seebeckens „gegen Westen“ sei „des guten Schlammbodens wegen für die Bodenkultur zu retten“. Das betreffe etwa 30.000 Joch zwischen Jois und Balf (Wolfs). Der östliche Teil zwischen Podersdorf und Illmitz, etwa 12.000 Joch, sei für die Fischerei einzurichten. Die übrigen Flächen seien nach den Wünschen der Eigentümer der einen oder anderen Kategorie zuzuordnen.

Nikolaus IV. Fürst Esterházy lud alle „Seeinteressenten“ zu einer Konferenz am 15. Juni 1918 in Győr ein, wo er betonte, der Neusiedler See habe als solcher „keine Bedeutung mehr“ und es sei „für die Zwecke der Landwirtschaft … bisher ein verhältnismäßig kleines Gebiet gewonnen worden“. Die Versammlung hatte das zuvor zusammengefasste Vorhaben zum Gegenstand und die Interessenten konstituierten „einstimmig und mit Begeisterung“ eine Seeregulierungsgesellschaft. Dieser nach deren Ansicht „verheißungsvolle Entwässerungsplan“ scheiterte jedoch durch das Ende der k.u.k. Monarchie und den folgenden Anschluss des Burgenlands an Österreich.
Die Umsetzung weiterer Pläne zur Trockenlegung des Neusiedler Sees verhinderten 1921 Jäger, Naturschützer und die Bevölkerung, die eine Klimaänderung befürchteten.
Im Jahr 1929 gefror der See bis zum Boden, und der Fischbestand wurde erneut vernichtet.
Im Jahr 1938 wurden Projekte zur Erhaltung und Stabilisierung des Sees geprüft. Dazu gehörten Zuleitungen von der Donau und der Leitha zur Hebung des Wasserspiegels, Wehre beim Einser-Kanal und sogar der Einbau von Turbinen. Ein Querdamm von Mörbisch nach Illmitz sollte ein Staubecken im nördlichen Teil des Sees füllen und zur Trockenlegung des ungarischen Teils führen. Ein Querdamm und zwei Längsdämme am West- und Ostufer sollten eine Trockenlegung des Schilfgürtels bewirken.
1941 erreichte der See seine größte Ausdehnung seit Menschengedenken. Er trat viele Kilometer weit über die Ufer und überflutete einige Teile von Anrainergemeinden. Straßennamen wie die Seeufergasse mitten in Apetlon zeigen noch heute, wie weit sich der See ausdehnen konnte.
1945 breitete sich der letzte Torfbrand des Hanság von Ungarn her kommend in die Gegend von Andau aus.
1965 begann die Regelung in Mekszikópuszta, womit die Überflutungsgefahr eingedämmt und das Schilfwachstum gebremst wurde.

#### Prognose und Maßnahmen

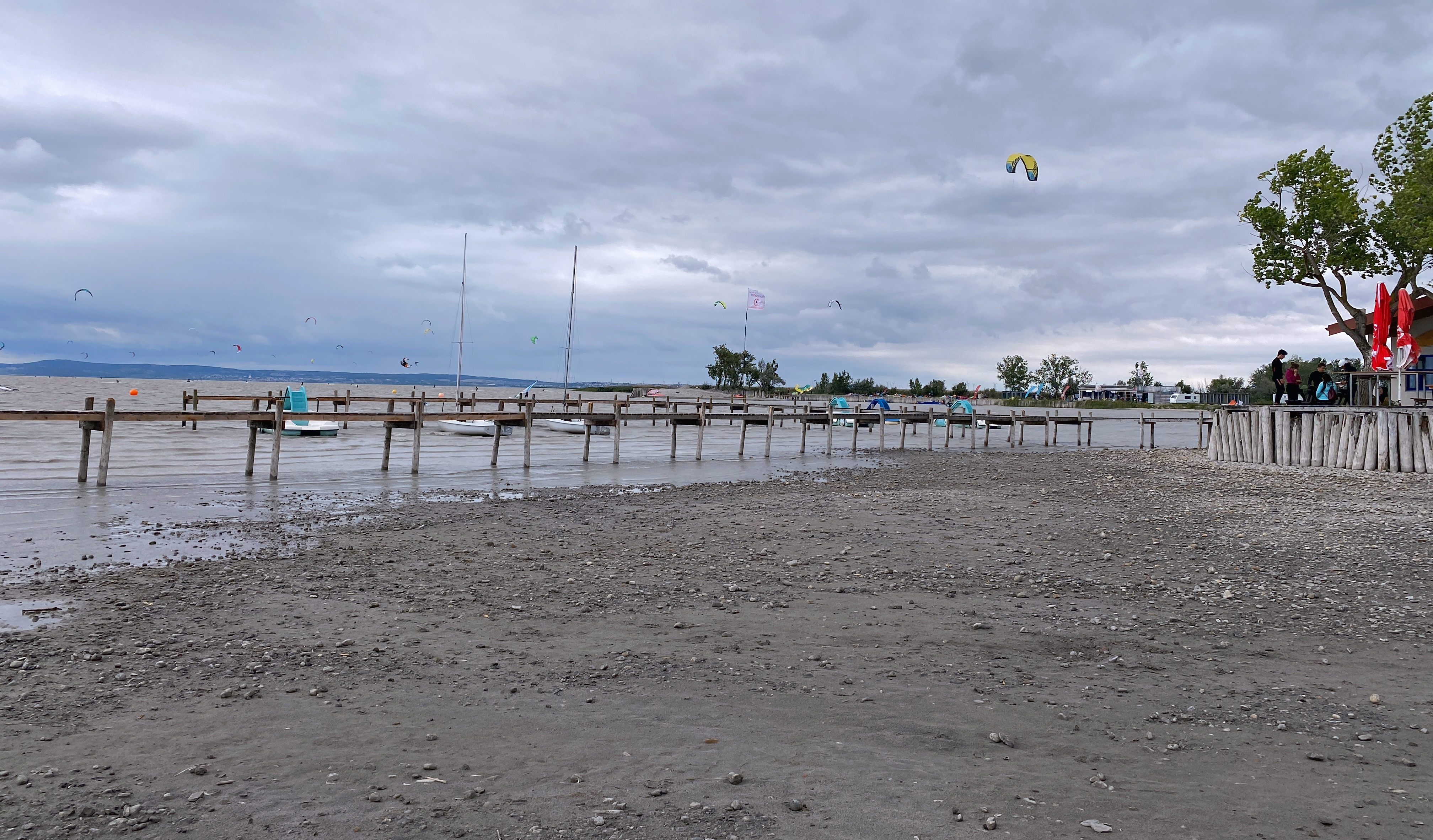
Niedriger Wasserstand im Sommer 2022

Im Jahr 2003 sank der Wasserstand des Neusiedler Sees wieder stark ab und führte zu einem Problem für manche Segler, die mit ihren Booten nicht auslaufen konnten. Die Behörden beauftragten deshalb die Universität für Bodenkultur Wien, die Zukunft des Sees in einigen Studien zu prognostizieren. Vorhergesagt wurde eine weitestgehende Austrocknung des Neusiedler Sees ab 2010 bis 2050. Die globale Erwärmung und immer geringere Niederschlagsmengen sollen zu einer sukzessiven Austrocknung des Sees in den kommenden Jahrzehnten führen. Es wurde untersucht, ob eine Zuleitung von Donaubegleitwasser (Grundwasser) in den Norden des Neusiedler Sees möglich sei.
Als problematisch wurde dabei, neben den bautechnischen Erfordernissen, vor allem der Unterschied in der Zusammensetzung der beiden Binnengewässer gesehen. So könnten der zusätzliche Nährstoffgehalt und der geringere Salzgehalt des Donauwassers das Wachstum des Schilfgürtels wieder beschleunigen.
Der Wasserspiegel des Sees lag im Jahr 2010 mit 115,8 m ü. A. im höheren Jahresdurchschnitt.
Ab 2011 wurden in dem dreijährigen Forschungsprojekt GeNeSee der See und das Hanság neu vermessen. Erstmals wurden die Messungen in Österreich und Ungarn gleichzeitig durchgeführt. Dabei wurden nicht nur die offenen Wasserflächen, sondern auch die Schlammdicken am Grund aufgenommen, sodass ein digitales Geländemodell entstand.
Seit 1965 erfolgt eine kontinuierliche Aufzeichnung des Wasserstands. Am 13. März 2022 wird mit etwa 115,2 m der seitdem niedrigste Wasserstand für diese Zeit im Jahr gemeldet. Am 23. Juli 2022 wurde mit 115,01 Meter über Adria ein neuer Tiefststand erreicht. Die Wassertemperatur erreichte Werte von über 30 Grad Celsius (Dürre und Hitze in Europa 2022), was zu einem Fischsterben führte. Die letzten größeren Fischsterben wurden im Juli 2009 und im Juli 2010 verzeichnet.
Im Sommer 2022 verzeichneten große Teile Europas eine historische Hitze und Dürre. Der Wasserstand des durchschnittlich 1,5 m tiefen Sees sank um mehr als 50 cm; seine Fläche wurde dadurch deutlich kleiner.
Am 1. Juli 2022 nahm die neu gegründete Seemanagement GmbH ihre Geschäftstätigkeit auf. Ziel ist der Erhalt des von Austrocknung bedrohten Sees. 2024 stabilisierte sich der Wasserstand des Sees vor allem wegen zahlreicher Niederschläge. Anfang September unterschrieb im selben Jahr der burgenländische Landeshauptmann Hans Peter Doskozil gemeinsam mit Wasserminister Norbert Totschnig und Niederösterreichs Landeshauptfrau Johanna Mikl-Leitner ein „Memorandum of Understanding“, womit die geplante Wasserzuleitung in den Neusiedler See aus der Donau konkretisiert wurde.

## Hydrologie

### Wassertemperatur

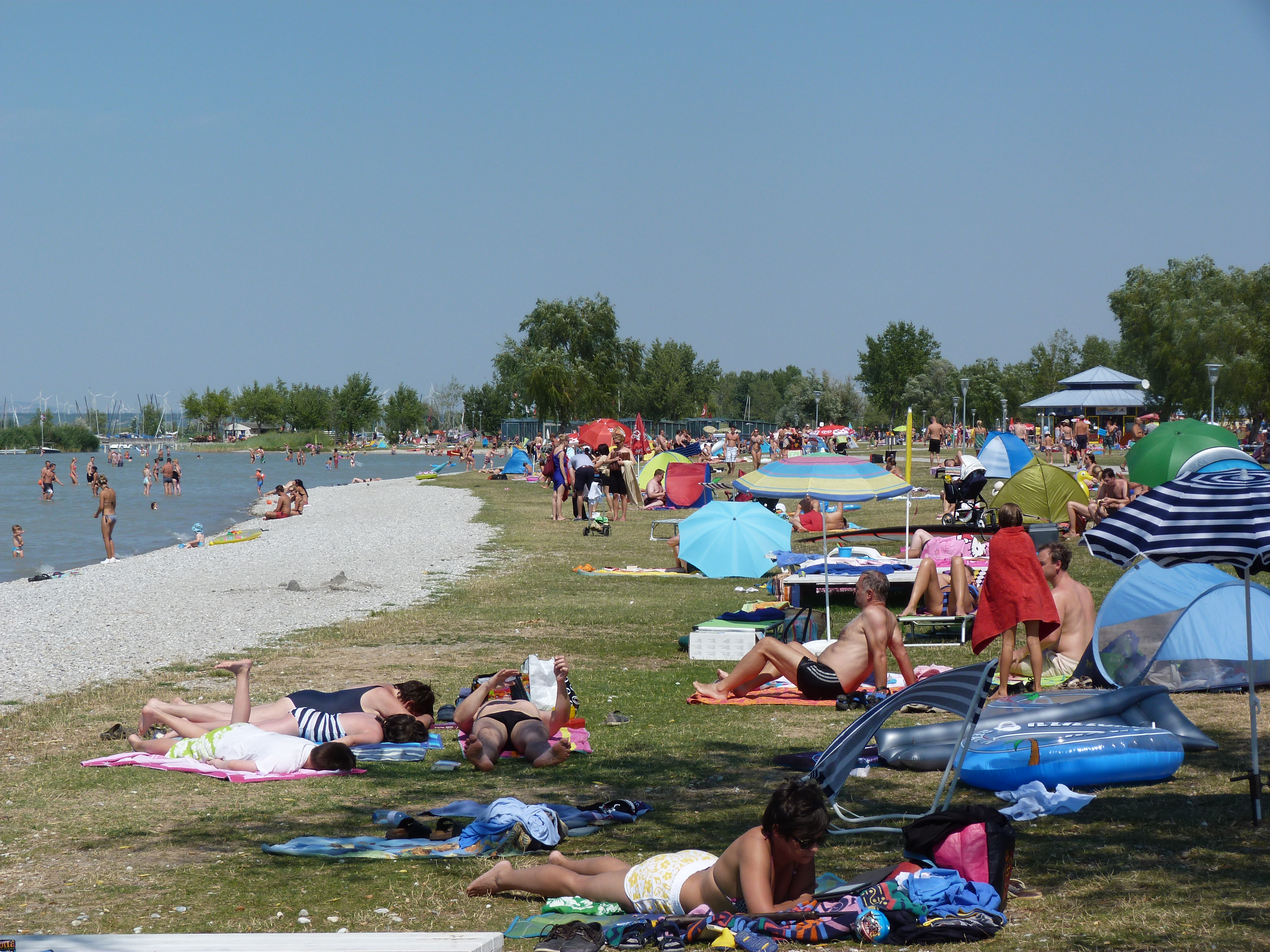
Badestrand in Podersdorf

Das Wasser des seichten Sees nimmt rasch die Temperatur der Luft an. So werden an besonders heißen Tagen leicht Wassertemperaturen bis an die 30 °C erreicht; allerdings kühlt der See bei Durchzug einer Gewitterfront auch wieder rasch ab. Im Sommer werden durchschnittlich 22 bis 23 °C gemessen.

### Strömungen
Die Strömung des Sees dreht im Uhrzeigersinn, das Westufer des Sees weist eine Nord-, die Ostseite eine Südströmung auf. Daneben gibt es im Bereich von Buchten und Inseln zahlreiche Kreiselströmungen. Die Richtung der Strömung am Grund kann der Oberflächenströmung entgegengesetzt verlaufen. Dabei kommt es oft zu einer schichtweisen Überlagerung von kühleren und wärmeren Wassermassen. Damit lassen sich auch vermeintliche warme Quellen erklären, die beim Baden im See auffallen.
In den Kanälen im Schilf können bei stärkerem Wind Strömungsgeschwindigkeiten von 0,5 bis 1 m/s auftreten.

### Wellen
Die Wellen sind steiler als jene auf tiefen Gewässern, haben jedoch das gleiche Wellenbild mit drei kleinen und zwei großen Wellen. Die Wellen sind auch höher, als man es vom seichten See erwarten würde. Die Wellenbewegung folgt selten exakt der Windrichtung und weicht eher nach rechts ab. Wassersportler nennen das Wellenbild am Neusiedler See Kabbelwelle.

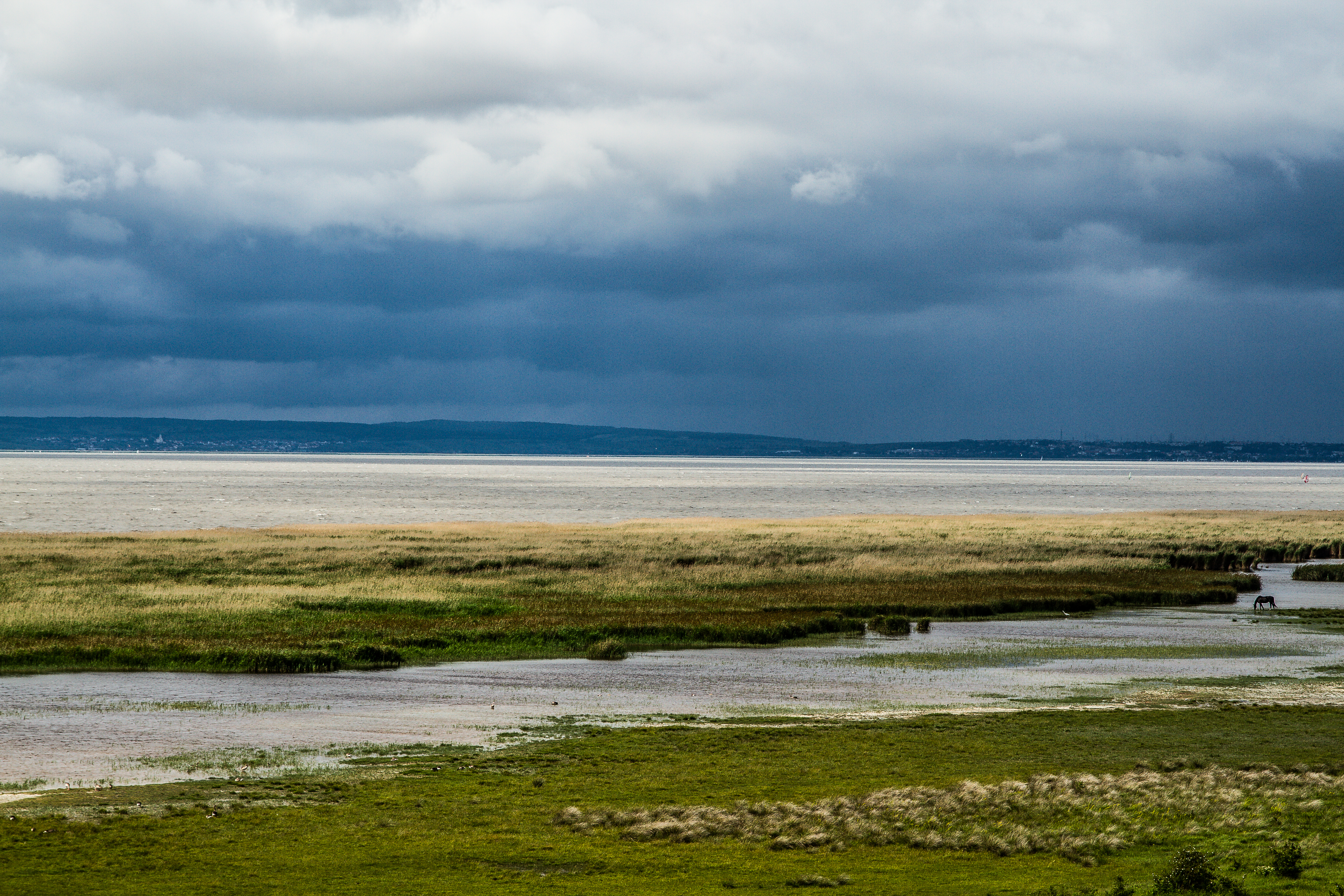
Weide im Vorgebiet des Sees, südlich von Podersdorf

### Wasserqualität
Seit 1972 überwacht das Biologische Forschungsinstitut für das Burgenland bei Illmitz auch die Wasserqualität des Sees. Dabei wird regelmäßig die Badewasserqualität des Wassers nach den Richtwerten der EU-Richtlinie gemäß 76/160/EWG bestätigt. Die Wassergüte des Neusiedler Sees wird alle fünf Jahre im Trophiesystem festgestellt und seit 1990 als mesotroph bis eutroph beschrieben.
Durch die Strömungen und die geringe Tiefe des Sees entsteht die prägnante Eintrübung des Wassers durch schwebende Sedimentteilchen. Der Neusiedler See ist kein Süßwassersee, er hat eine leicht erhöhte Salzkonzentration; mit 0,2 % ca. ein Zwanzigstel von Meerwasser, aber die doppelte Konzentration des Grenzwerts von Süßwasser. Durch die Eintrübung kommt trotz der geringen Tiefe auch kaum Sonnenlicht zum Seeboden, was zusätzlich zum Salzgehalt Algenbewuchs und Verschilfung verhindert.
Der Salzgehalt ist auf den Untergrund des Seebeckens zurückzuführen. Die salzigen Tethyssedimente wurden in den Eiszeiten mit einer Schicht von Donausedimenten zugedeckt. Grundwasser diffundiert durch die kochsalzhaltige Schicht hindurch nach oben. Dabei sättigt es sich mit Salz. In der darüber liegenden eiszeitlichen Sedimentschicht werden die Na- und Cl-Ionen des Salzes per Ionenaustausch durch Mg-, SO4- und CO3-Ionen ersetzt.
Dabei entstehen die Salze des Sees, nämlich Kochsalz (NaCl), Glaubersalz (Na2SO4), Bittersalz (MgSO4) und als Hauptbestandteil Soda (Na2CO3); im regionalen Dialekt werden sie Zick genannt. Auch der Name des im Seewinkel liegenden Zicksees rührt daher.
Der Gehalt an verschiedenen Salzen von 2 Gramm pro Liter ist etwa mit dem Mineralstoffgehalt in Mineralwasser zu vergleichen. Ganz andere Verhältnisse liegen bei den benachbarten kleinen Seen im Seewinkel, wie der Langen Lacke vor: Dort ist der Salzgehalt wesentlich höher.

## Meteorologie

### Klimatische Verhältnisse
Der See liegt im Einflussbereich des kontinentalen pannonischen Klimas. Im Regenschatten der Alpen sorgt die Thermik des Sees dafür, dass im Sommer nur noch wenig Niederschläge das Land östlich des Sees bewässern, da Gewitterwolken meist nach Norden abgedrängt werden. Im Jahresmittel werden unter 600 Millimeter Niederschläge gemessen, dafür werden aber hier 300 Sonnentage pro Jahr gezählt, was dem Tourismus zum Vorteil gereicht. Die temperaturausgleichende Wirkung des Sees sorgt für einen milden Herbst. Dies bietet für den Weinbau optimale Bedingungen.

### Wind

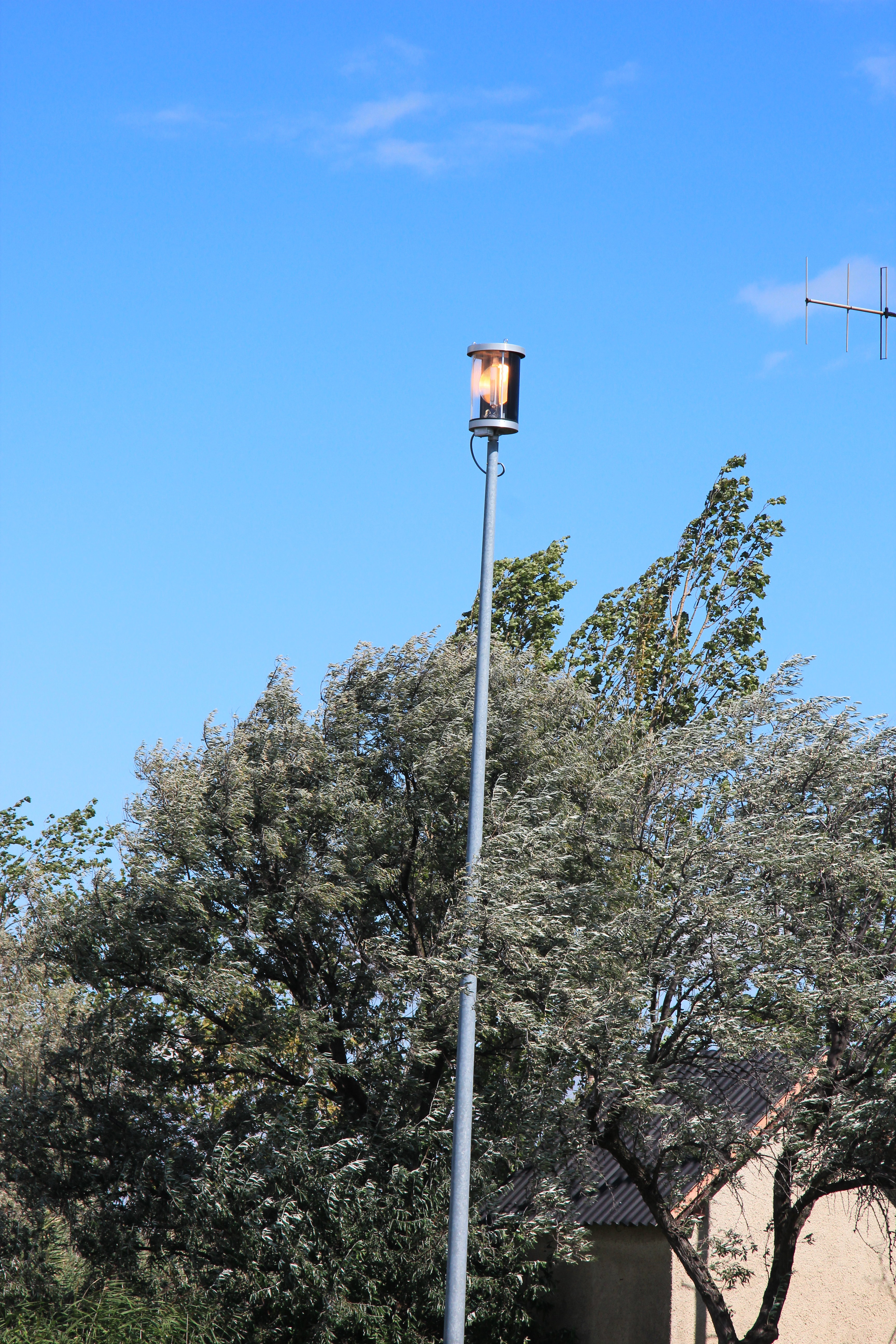
Sturmwarnung Blinkzeichen

Der See gilt als windreich, was für Windenergieanlagen und von Seglern, Windsurfern und Kitesurfern genutzt wird.
Die vorherrschende Windrichtung ist Nordwest. In den Sommermonaten sind auch Winde aus Südost bis Südwest häufig. Plötzlich auftretende Böen und Stürme können für Schifffahrt und Wassersport gefährlich werden, da sich die Winde während eines Sturmes jederzeit verstärken und oft innerhalb weniger Minuten Stärken von 6 bis 10 Beaufort annehmen können. Die meisten Stürme entstehen im Anschluss an eine südliche Luftströmung, die dann rasch auf starken Nordwest-Wind umschlägt.
Etwa zweimal im Jahr werden orkanartige Stürme ab 10 Beaufort registriert. Dabei kann je nach Richtung und Dauer des Sturmes eine Schiefstellung des Wasserspiegels bis zu 80 Zentimeter entstehen. Als höchste Schieflage wurden am 29. März 1888 81 Zentimeter gemessen. Im Jahr 1926 gab es einen über fünf Tage durchgehenden Sturm, der durch seine Stärke 80 km² des Sees trockenlegte.

#### Gefahren
In den Strandbädern Neusiedl, Weiden, Podersdorf, Illmitz, Fertőrákos, Mörbisch und Rust sowie im Jachthafen Oggau und in Podersdorf Hölle werden ganzjährig Sturmwarnungen durch gelbe Leuchtsignale ausgegeben. Viele Wassersportler unterschätzen die Gefahren des seichten Sees, was alle paar Jahre zu Todesopfern führt. Die hohe Frequenz und Wucht der Wellen bei Windstärken ab 8 Beaufort machen ein Überleben im Wasser auch für Rettungsschwimmer oft unmöglich. Man kann bei Grundsee weder stehen noch schwimmen. Daher ist bei Gefahr, wie beim Kentern eines Bootes, dringend empfohlen, beim Boot zu bleiben und sich daran festzuhalten, bis Hilfe eintrifft.

### Wärmehaushalt
Die Wirkung der großen Wasserfläche des Neusiedler Sees ist als Temperaturpuffer zu spüren. Während der Nacht gibt der See Wärme und Luftfeuchtigkeit in den Seewinkel ab, besonders aus der Hauptwindrichtung Nordwest. Dadurch entstehen auch ideale Bedingungen für den Weinbau: es gibt kaum Spätfröste im Frühjahr, im Sommer kommt es zu keinen extremen Temperaturschwankungen und der Spätsommer gilt als der längste in Österreich.

#### Eisdecke

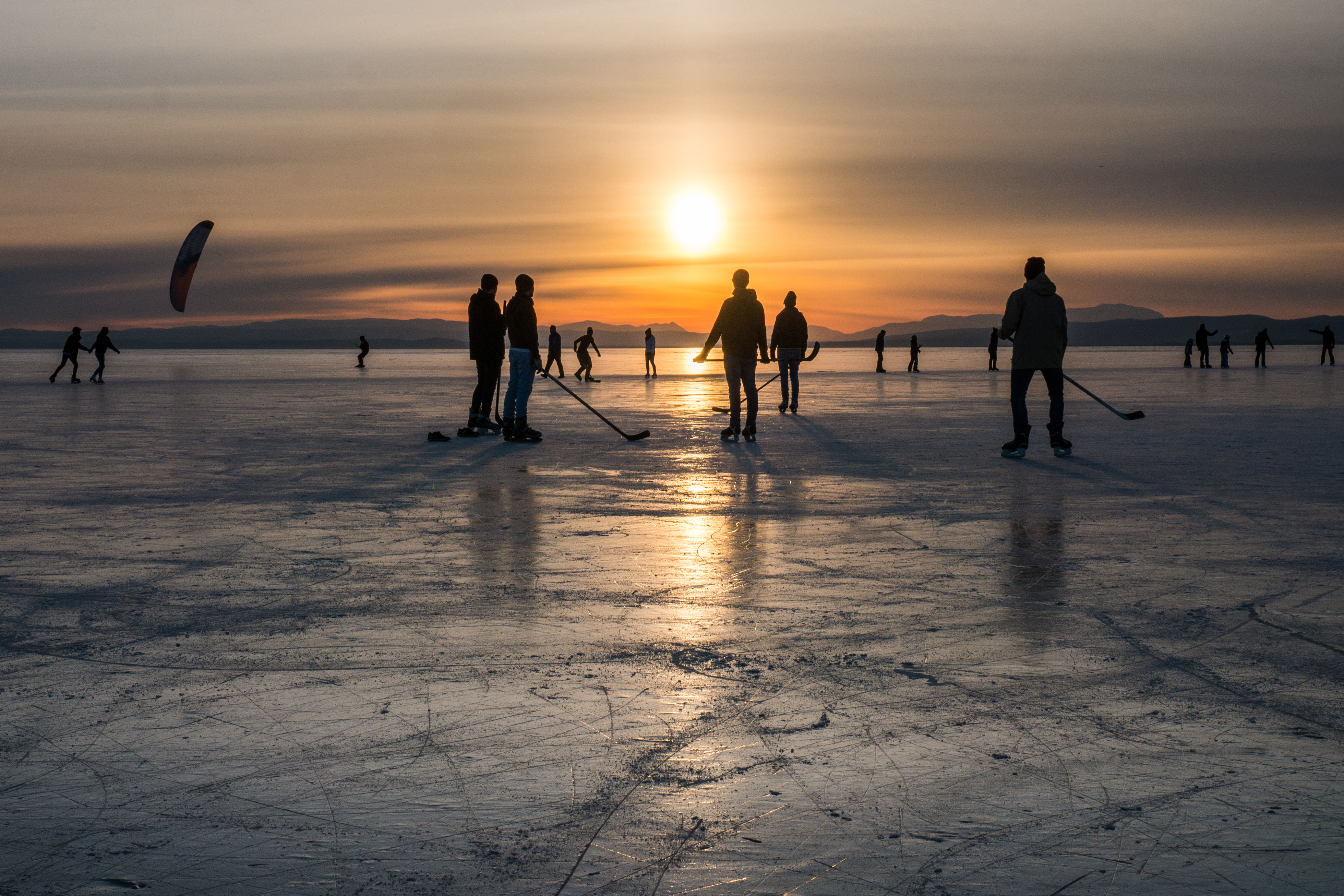
Eisläufer auf dem gefrorenem See

Bei langem und kaltem Wetter kann sich eine tragfähige Eisdecke bilden, die Eissegeln erlaubt.
Für Jänner 2017 ist bei tragfähig starker Eisdecke, die auch von Eisseglern genutzt wurde, eine Radfahrt über den zugefrorenen See dokumentiert. Eine dünne Auflage von Schnee erlaubte ein Vorwärtskommen mit normalen Reifen ohne Spikes und wohl auch das Erkennen von Löchern im Eis. 2017 war ein Jahr mit besonders viel und lange anhaltender Vereisung, die Eisdecke hat 6 Wochen lang Menschen getragen. Seit damals gab es keine oder kaum eine Möglichkeit, wieder eiszulaufen. (Stand Mitte Jänner 2022)

## Geschichte

### Urgeschichte und Antike
Steinzeitliche und bronzezeitliche Funde belegen, dass das Land rund um den See seit 8000 Jahren besiedelt ist. Als die Römer im Jahr 9 n. Chr. die Provinz Pannonien gründeten, nannten sie das Land um den Neusiedler See Boierwüste, da es dünn von den Boiern besiedelt war. Um das Jahr 70 wurde der See von Plinius dem Älteren mit Lacus Peiso, nach den dort lebenden Pei (wahrscheinlich waren auch damit die Boier gemeint) benannt. Bei Aurelius Victor erscheint als Name des Sees Pelso. Die dichten Eichenwälder des Seewinkels wurden zur Römerzeit abgeholzt, da das Holz in Carnuntum gebraucht wurde. Durch Versteppung entstand die heute bekannte, waldarme Pusztalandschaft. Erste Weingärten entstanden spätestens unter der Regierung des Kaisers Probus.

### Mittelalter

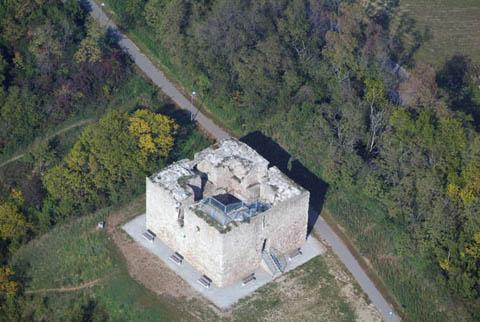
Der Tabor in Neusiedl am See war eine Befestigungsanlage, von der aus der nördliche See überwacht werden konnte und die auch Teil der Kuruzzenschanze war

Am Ende der Völkerwanderung hatten die Ostgoten viele Siedlungen am Neusiedler See, ihnen folgten Awaren, Franken, Slawen und schließlich die Magyaren. Um die Jahrtausendwende dürfte der See nach einer Wärmeperiode ausgetrocknet sein. 1074 wurde der Stagnum Ferteu, von dem der ungarische Name stammen dürfte, erstmals urkundlich erwähnt. Dabei wurde er je nach Wasserstand abwechselnd als Sumpf, Fluss oder See bezeichnet. Die besiegten Petschenegen werden von den Ungarn als Grenzwächter des Gyepűsystems um den See angesiedelt, daneben kommen auch bayrische Siedler ins Land. Im Jahr 1242 vernichteten die Mongolen die Bevölkerung am See, in den Folgejahren wurden wieder süddeutsche Siedler ins Land geholt. Sie besiedelten auch die Ruinen der Stadt Samstagmarkt neu, woraus der Name der Stadt Neusiedl und auch der deutsche Name des Sees abgeleitet wurden. Vom Nordosten kommend siedelten sich damals auch Slawen an, was heute nur noch durch Flur- und Ortsnamen erkennbar ist.

### Neuzeit

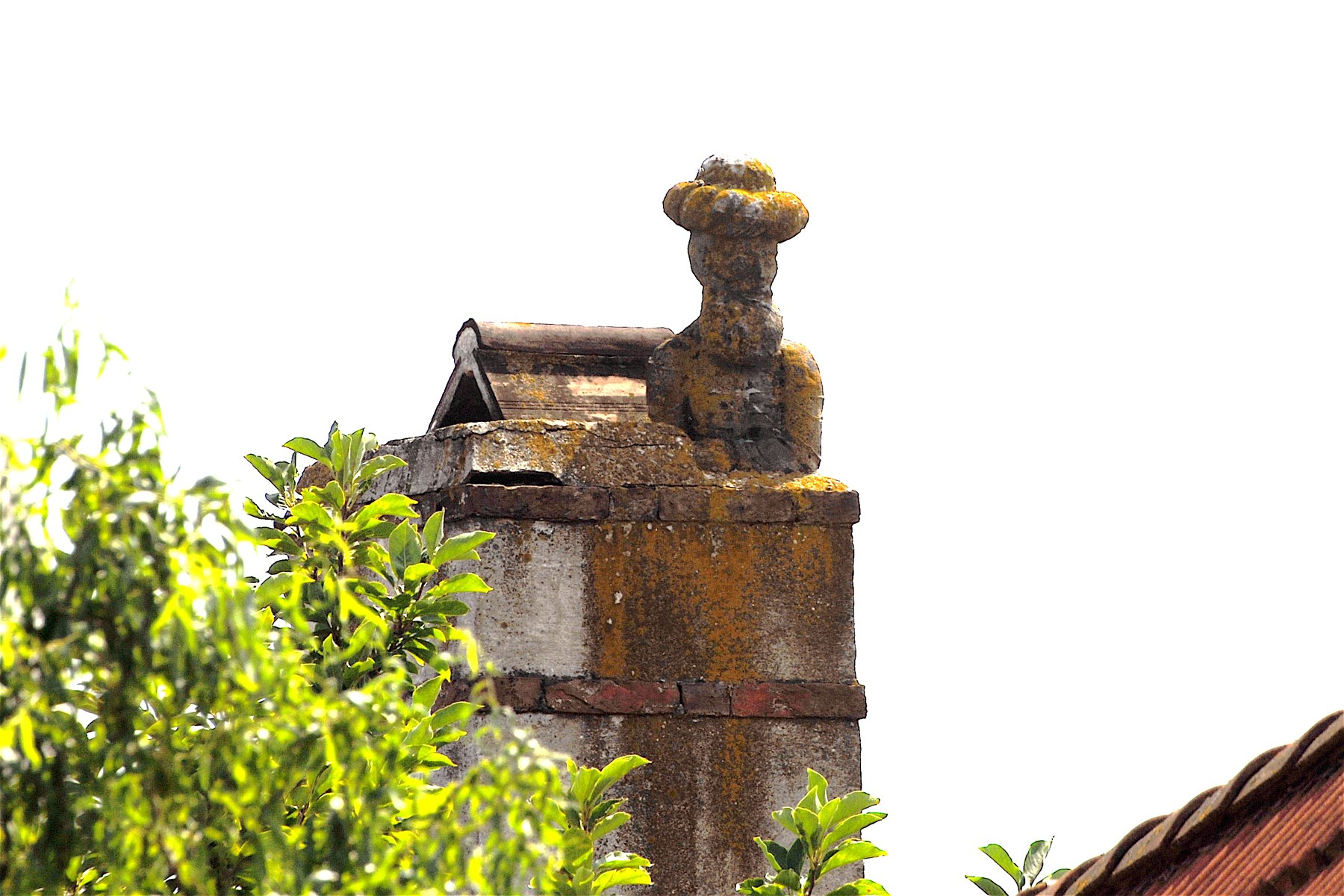
In Purbach gibt es eine Legende um einen zurückgelassenen Türken

Während der Türkenkriege, von 1526 mit der ersten Wiener Türkenbelagerung bis zur Schlacht am Kahlenberg im Jahr 1683, und der Kuruzzenaufstände bis 1711 war die Region umkämpftes Grenzland. In den kriegerischen Auseinandersetzungen diente den überlebenden Bewohnern der sumpfige Waasen als Schutz und Zufluchtsort.

### Moderne
Die Fischerei war ein bedeutender Wirtschaftszweig, Fisch wurde wagenweise als Zehent nach Eisenstadt zu den Fürsten Esterházy geliefert.
In Neusiedl am See betrieb die k.u.k. Kriegsmarine eine Kadettenschule, junge Seeleute lernten hier Segeln. Die dafür verwendeten Jollen wurden in einer Werft zwischen Podersdorf und Weiden produziert und gewartet.
Das gesamte Burgenland gehörte bis 1920/1921 zu Deutsch-Westungarn. Seit 1898 musste aufgrund der Magyarisierungspolitik der Regierung in Budapest der ungarische Name Fertő-tó verwendet werden.
Nach Ende des Ersten Weltkriegs wurde nach zähen Verhandlungen Deutsch-Westungarn 1919 in den Verträgen von Saint-Germain und Trianon Österreich zugesprochen. Der See gehört seit 1921 überwiegend zum neu gegründeten Bundesland Burgenland (siehe auch Geschichte des Burgenlandes und Volksabstimmung 1921 im Burgenland). Danach kamen die ersten Touristen an den See; die Weltwirtschaftskrise zwang jedoch viele Burgenländer in die Emigration.
Während des Zweiten Weltkrieges fanden über dem See Luftkämpfe zwischen Bombern, die Wiener Neustadt angriffen, und der deutschen Luftwaffe statt. Bis in die 1990er Jahre hinein wurden Wracks und Geschoße aus dem See geborgen.
Nach dem Ende der Besatzungszeit durch die Sowjets kamen Tourismus und Landwirtschaft auf der österreichischen Seite in Schwung, der See ermöglichte den agrarisch organisierten Seegemeinden den Wandel zu Tourismus-Zentren. 1956, während des ungarischen Volksaufstands, flohen viele tausend Menschen über die Brücke von Andau, die den Einser-Kanal quert, nach Österreich. Viele Migranten überwanden bis 1989 den Eisernen Vorhang, indem sie durch den See und den Schilfgürtel in den Westen flüchteten. Dabei ließen einige ihr Leben.
Zwischen 1994 und 2004 brachte die Familie Esterházy ihr Vermögen in drei, 2007 neu ausgerichteten Privatstiftungen ein. Von dem rund 44.000 ha umfassenden Grundbesitz der Esterhazy Betriebe im Burgenland wurde zu diesem Zeitpunkt knapp die Hälfte, darunter etwa 5.000 ha Nationalparkgebiet sowie ein großer Anteil am Schilfgürtel des Neusiedler Sees, zugunsten des Naturschutzes nicht bzw. lediglich extensiv bewirtschaftet. Seit 2019 erfolgt die Bewirtschaftung der 65 ha umfassenden Weingärten nahe dem Neusiedler See nach den Bestimmungen des ökologischen Weinbaus.
Am 3./4. April 2020 waren rund sieben Quadratkilometer des Schilfgürtels in der Gemeinde Illmitz von einem Schilfbrand betroffen. Von Land wie vom See aus war der Brand schlecht zugänglich. Zwei Black Hawk Hubschrauber des Bundesheers waren zuletzt am 4. April bei Tag mehr als fünf Stunden mit je einem 3 m³ Wasser fassenden Löschgefäss, das einerseits an Land, andererseits im See gefüllt wurde, im Einsatz. Das Feuer konnte erst mehr als 24 Stunden nach der Alarmierung gelöscht werden, rund 180 Hektar des Schilfgürtels verbrannten.

## Natur

### Jahresverlauf

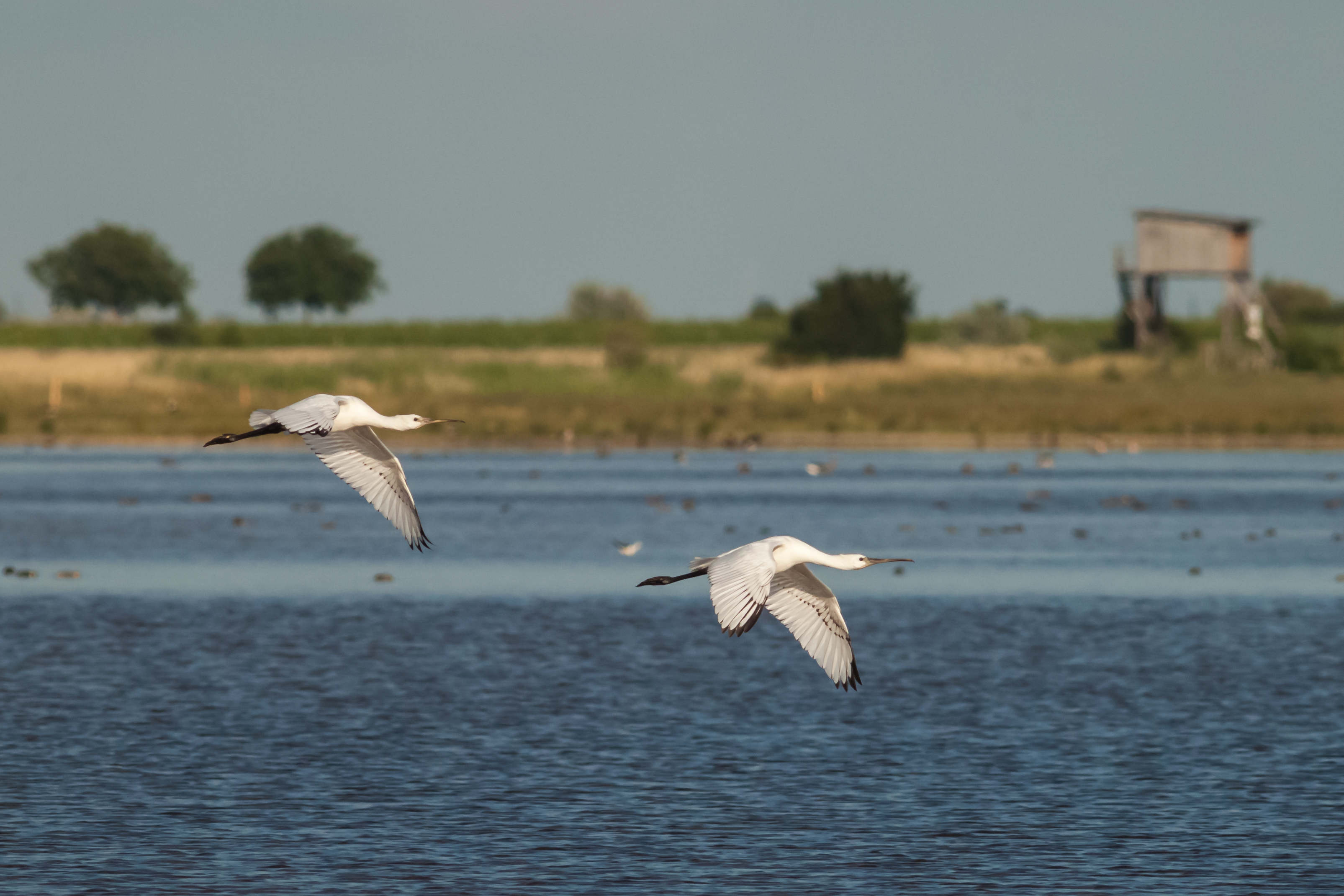
Junge Löffelreiher im Landeanflug

Der Frühling ist gekennzeichnet vom hohen Wasserstand und der Ankunft der Zugvögel.
Im Sommer sinkt der Wasserstand um bis zu 80 Zentimeter und Touristen und Wassersportler bevölkern den See. Im Schilfgürtel entstehen abflusslose und klare Tümpel, die so genannten Blänken, in denen die Vögel ihre Nahrung finden. Im Schilf wird der Nachwuchs langsam flügge.
Durch die wärmespeichernde Funktion des Sees kommt der Herbst meist spät und mild, die Zugvögel ziehen wieder ab, und der See beginnt sich langsam zu füllen. Der Wasserstand wird reguliert, um Überflutungen im flachen Umland vorzubeugen.
Fast jedes Jahr friert der See im Winter für einige wenige Tage oder Wochen zu. Wenn es dann schneit und stürmt, versinkt die ganze Gegend in Schneeverwehungen. Der Winter ist zu Ende, wenn sich die angetauten Eisplatten, vom starken Nordwest-Wind getrieben, am Ostufer des Sees zum meterhohen Eisstoß auftürmen.

### Flora und Fauna

#### Pflanzen

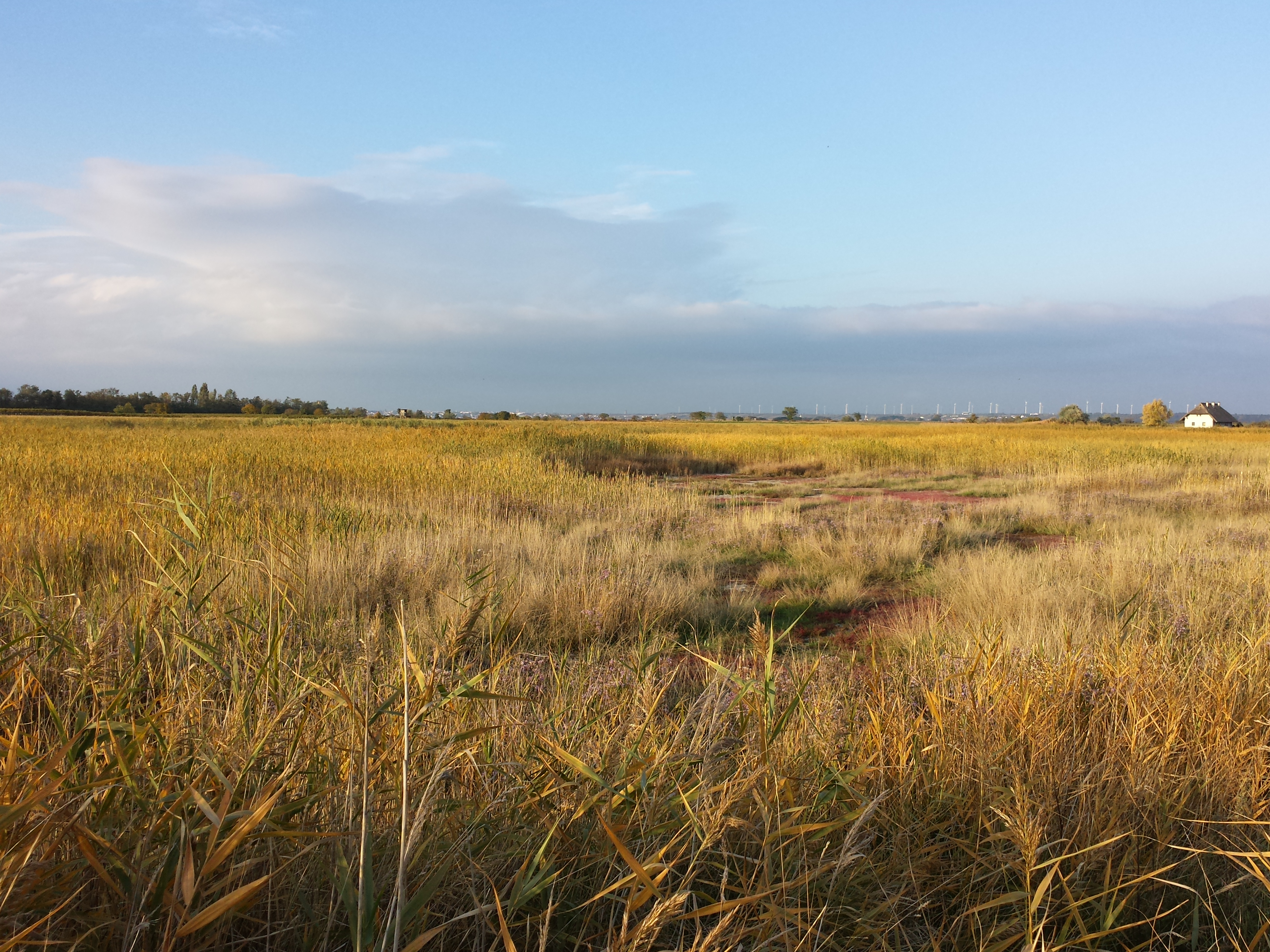
Lacke im Seewinkel mit ausgeprägter Halophytenvegetation

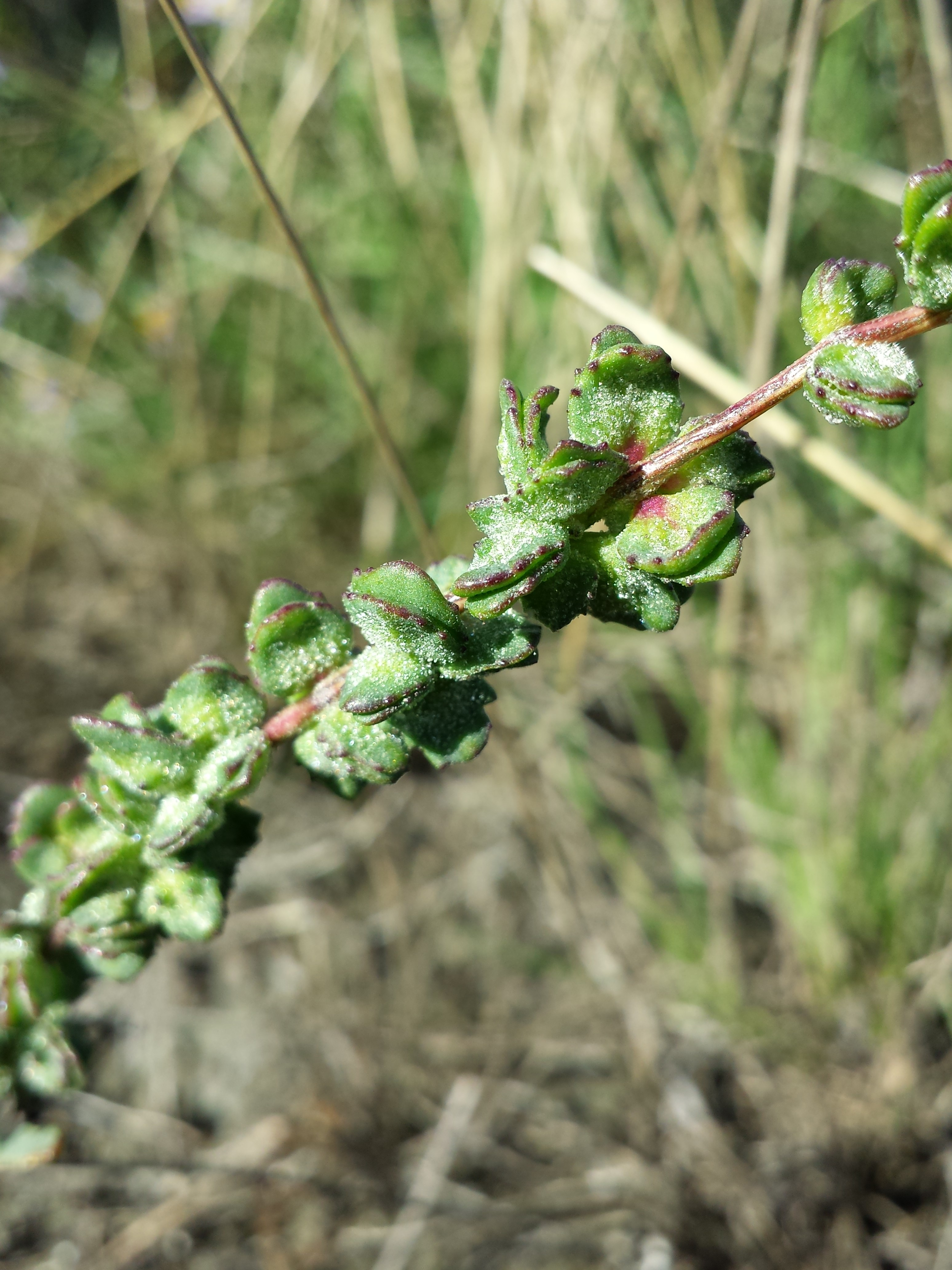
Atriplex intracontinentalis unterscheidet sich genetisch von der an den Meeresküsten auftretenden Strand-Melde

Der See liegt in der Pannonischen Florenprovinz. Neben dem oben erwähnten Schilf wachsen noch viele andere für die Region typische Gräser wie die Knollenbinse, Salz-Simse, Lücken-Segge, Salz-Schwingel oder das Pannonische Zypergras. Besonders außergewöhnlich ist der fleischfressende Wasserschlauch (Utricularia spp.), der in den Blänken im Schilf anzutreffen ist.
Auf den salzigen Böden wachsen Salz-Spezialisten wie die Salzkresse, der Salz-Wermut, die Strand-Aster, Europäische Queller und die Strand-Melde.
Auch verschiedene Orchideen wie das Sumpf-Glanzkraut (Liparis loeselii) die Orchidee des Jahres von 1994, der gelbe Frauenschuh (Cypripedium calceolus), die grün-braune Spinnen-Ragwurz, das violette Kleine Knabenkraut sowie Wanzen-, Helm-, Sumpf- und Frühlings-Brand-Knabenkraut haben hier noch einen Lebensraum. Zuletzt blüht ab August die Herbst-Drehwurz.
Auf den salzfreien Trockenwiesen blühen Österreichischer Lein, Boden-Tragant, Purpur-Königskerze und Zwerg-Schwertlilie. Auch viele geschützte Heidekrautgewächse kommen vor.
Fast alle diese Pflanzen sind durch das Natura-2000-Abkommen und durch österreichische Bundesgesetze geschützt. Einheimische und Bedienstete des Nationalparks achten darauf, dass die Natur möglichst unberührt bleibt. Wer mit gepflückten geschützten Pflanzen angetroffen wird, muss mit einer empfindlichen Strafe rechnen.

#### Säugetiere
Über 40 Säugetierarten wie das Ziesel, der Steppeniltis und der Hamster leben um den See.

#### Vögel

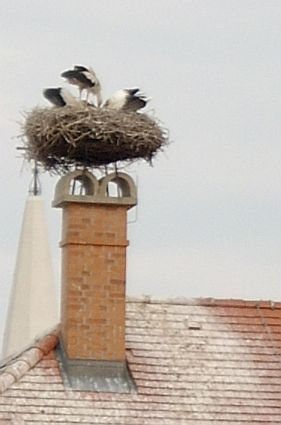
Ein für die Region typisches Storchennest

Im Bereich des Sees leben über 300 Vogelarten. Davon sind 150 Arten Brutvögel. Das sind 40 Prozent aller europäischen und 80 Prozent aller österreichischen Vogelarten.
Darunter befindet sich auch das größte Brutgebiet der Silberreiher mit bis zu 700 Paaren. Der Graureiher ist mit etwa 35 Paaren vertreten und Großtrappen gibt es noch etwa 70.
Am bekanntesten ist der Weißstorch, der ähnlich einem Wappentier in der gesamten Region behandelt wird. Auch Löffler, Purpurreiher, Kaiseradler, Seeadler, Graugans, Pirol, Bienenfresser, Säbelschnäbler, Kampfläufer, Seeregenpfeifer, Fluss-Seeschwalbe, Rotschenkel, Uferschnepfe, Großer Brachvogel, Schafstelze, Sumpfohreule, Wiesenweihe und viele weitere geschützte Vögel sorgen für reges Interesse von Ornithologen und Naturliebhabern.

#### Fische
Autochthone Speisefische sind Hecht, Zander, Wildkarpfen und Wels, des Weiteren bevölkern verschiedene Weißfische wie Laube, Güster und Brachse sowie Stichling und der Kaulbarsch den See. Der Aal kommt im Neusiedler See ursprünglich nicht vor, doch als begehrter Speisefisch wurde er vom Menschen im See ausgesetzt. Da sich der Aal auch vom Laich einheimischer Fische ernährt, wurde das Aussetzen von Glasaalen auf Grund auftretender Probleme zuletzt verboten. Die Giebel-Bestände bestehen ausschließlich aus Weibchen; sie vermehren sich parthenogenetisch. Der Sonnenbarsch wurde aus Nordamerika importiert.

#### Amphibien und Reptilien

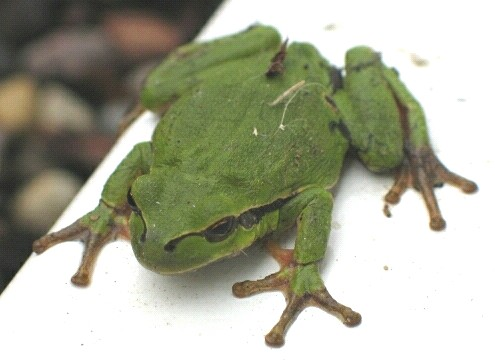
Noch ist der Laubfrosch am Neusiedler See häufig

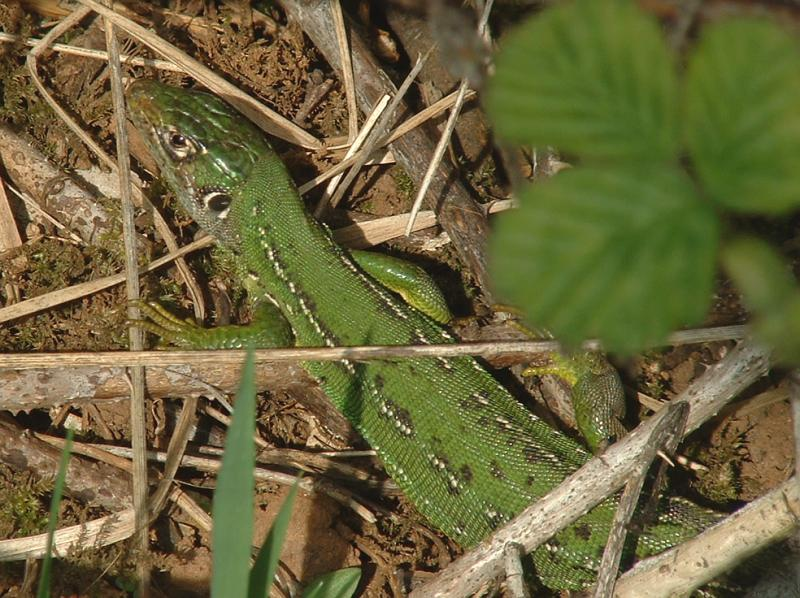
Östliche Smaragdeidechse

Typisch für den Schilfgürtel- und Uferbereich sind verschiedene Amphibien wie Erdkröte, Wechselkröte, Knoblauchkröte, Europäischer Laubfrosch, Balkan-Moorfrosch, Springfrosch, Kleiner Wasserfrosch, Seefrosch, Teichfrosch und Rotbauchunke. An Schwanzlurchen sind Donau-Kammmolch und Teichmolch heimisch.
Unter den Reptilien sind häufig Ringelnatter und Eidechsen wie Östliche Smaragdeidechse, Zauneidechse und Waldeidechse. Zu den seltenen Schlangenarten zählen Würfelnatter und Wiesenotter. Von letzterer gibt es allerdings seit 1973 keinen sicheren Nachweis mehr.

#### Gliederfüßer
Der Neusiedler See beherbergt eine artenreiche Gliedertierfauna, neben zahlreichen ans Wasser und den Schilfgürtel gebundenen Insekten wie Stechmücken, Köcherfliegen, Eintagsfliegen, Libellen und Wanzen, wurden 1500 Schmetterlingsarten nachgewiesen. Weiters finden hier unter anderem auch viele Arten von Wasserschnecken und Spinnen ihr auskommen. Seltene Arten wie die Südrussische Tarantel, der Mondhornkäfer oder die Große Sägeschrecke kommen hier vor.

### Nationalpark und Weltkulturerbe
Bereits 1935 gab es erste Bestrebungen, einen Nationalpark einzurichten. Doch erst 1993 wurde der See mit seinem Umland tatsächlich auf Grund der für Mitteleuropa einzigartigen Flora und Fauna zum Nationalpark erklärt. Der Park besteht aus dem österreichischen Teil Neusiedler See-Seewinkel mit 9700 Hektar und dem von 6500 auf 23.500 ha erweiterten weit größeren ungarischen Teil Fertő-Hanság. Der grenzüberschreitende Nationalpark unterliegt der Ramsar-Konvention und dem Natura-2000-Übereinkommen.

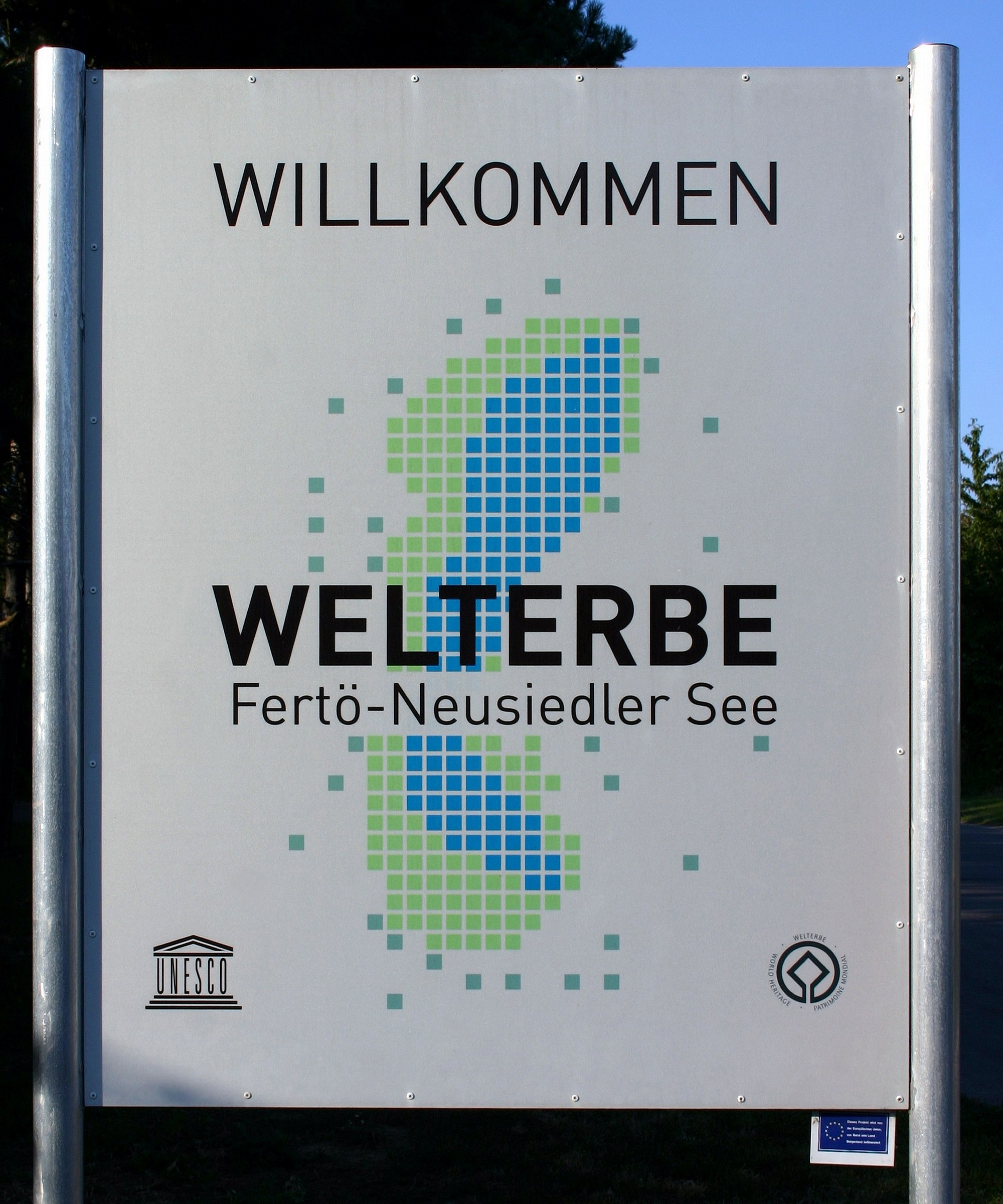
Hinweistafel UNESCO-Welterbe

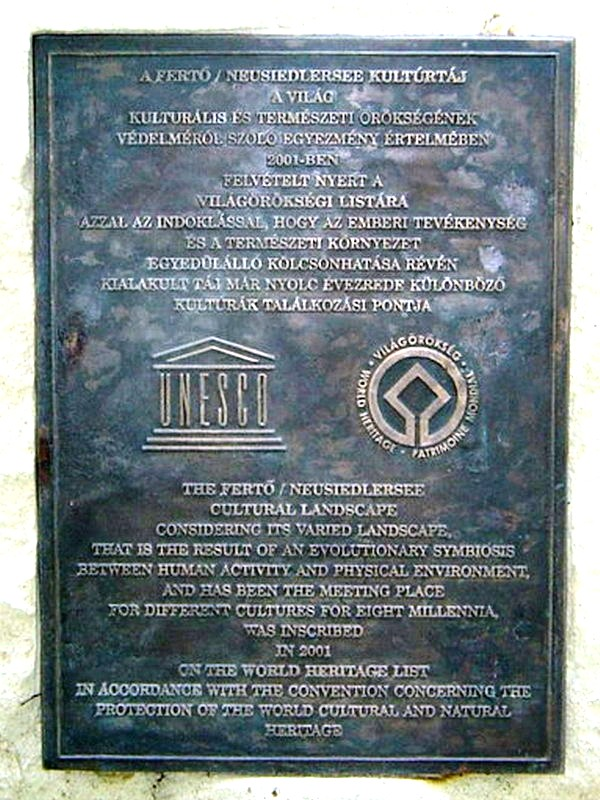
Weltkulturerbe

Das Gebiet des Nationalparks wurde 2001 zum UNESCO-Welterbe ernannt. Die Verleihung fand zeitgleich am 18. Mai 2003 in Pamhagen in Österreich sowie auf Schloss Esterházy in Fertőd statt.
ICOMOS International, der Fachbeirat für Weltnaturerbe der UNESCO forderte am 4. Juni 2021 eine Einstellung und Verkleinerung des in Fertörakos, Ungarn geplanten Tourismusbauprojekts und sieht auch Bauten in Österreich Seegemeinden kritisch. Die NGO Alliance for Nature sieht sich in seiner Kritik bestätigt.

## Tourismus und Wirtschaft

### Erholungsgebiet
Für das Burgenland hat die Region eine große touristische Bedeutung, da sich zwei Drittel des Tourismus im Land hier konzentrieren. Für Westungarn ist der See nicht so wichtig. Der Tourismus auf ungarischer Seite profitiert eher vom Nationalpark als vom einzigen Seebad im Hafen von Fertőrákos. Dieser war früher für die kommunistischen Kader reserviert und daher bis 1989 nicht allgemein zugänglich.

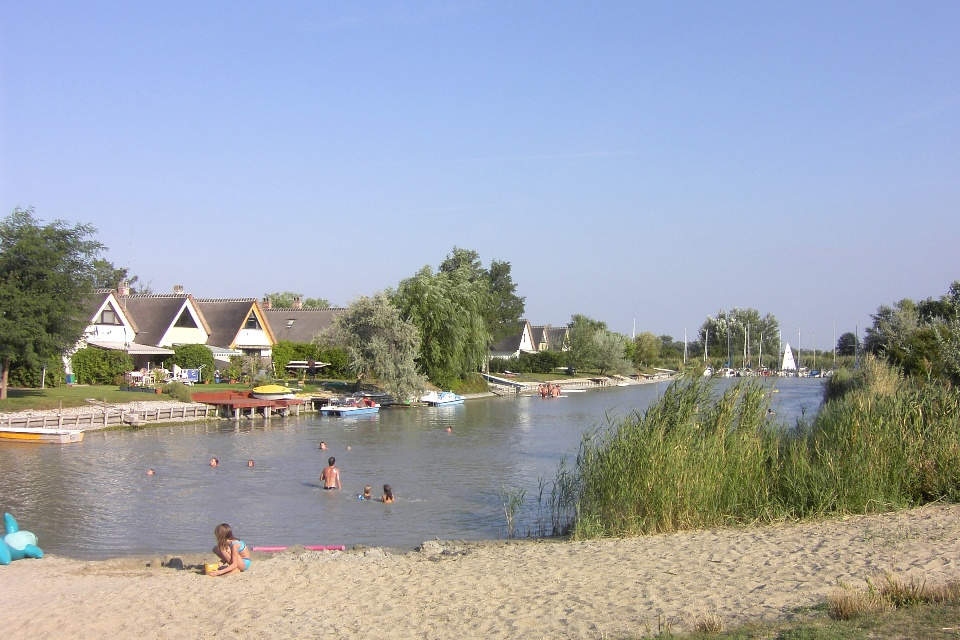
Baden in Weiden am See

Durch seine ehemalige Trennung durch den Eisernen Vorhang wurde der See in Österreich aus der geographischen Nähe zum Ballungsraum Wien hauptsächlich von Wienern besucht und darum auch als Meer der Wiener bezeichnet. Bis in die 1980er-Jahre kamen überwiegend Wiener und deutsche Gäste für durchschnittlich zwei Wochen in die Badeferien an den See. Durch das geänderte Urlaubsverhalten werden heute eher Kurzurlaube am Neusiedler See verbracht. Aber es verweilen immer noch viele (Hobby-)Sportler, Naturliebhaber und Familien längere Zeit in diesem Gebiet. In der Vor- und Nachsaison wählen viele österreichische Schulen die Region für Schulsportwochen.
Die Strandbäder am See wurden, zum Teil mit Ziel-1-Geldern der Europäischen Union, ausgebaut.
Podersdorf am See hat sich als Zentrum des Tourismus am Neusiedler See etabliert. Die Gemeinde hat die höchsten Nächtigungszahlen, das breiteste Angebot und liegt am einzigen schilffreien Strandabschnitt des Sees.

### Zunehmende Verbauung der Uferflächen
In den 1950er und 1960er Jahren haben die Gemeinden am See die heutigen Badestrände und Zufahrtsstraßen dem Schilfgürtel abgerungen, künstlich aufgeschüttet und mit der notwendigen Infrastruktur versorgt. Als dann der Naturschutzgedanke aufkam und so die behördlichen Auflagen immer strenger wurden, verebbte die Bautätigkeit am Seeufer. Fast jede Seegemeinde verfügte nun über Bootshäfen, Badeanlagen, Restaurants etc. direkt am See, um vom Fremdenverkehr zu profitieren.
Sehr lange schon gibt es im Schilfgürtel der Ruster Bucht zahlreiche Ferienhäuser und einige Yachtclubs und Hafenbetreiber rund um den See haben kleine Feriensiedlungen an den Stränden errichtet. Das sind meist Pfahlbauten aus Holz mit etwa 20 Quadratmetern Wohnfläche.
Seit den 2000er Jahren werden nun vermehrt Seegrundstücke für touristische Zwecke, aber auch für Wohnzwecke verbaut. Das wird nicht nur von Naturschützern scharf kritisiert. Denn entgegen den früheren Traditionen werden nun die raren Grundstücke häufiger für private Zwecke anstatt für touristische verbaut und anstatt kleiner Ferienhäuser entstehen aufwändige Dauerwohnsitze im gehobenen Preissegment.
Demgegenüber legt das offizielle Landesentwicklungsprogramm des Burgenlandes von 2011 fest, dass Seeufer weitgehend von Verbauung freizuhalten seien und touristische Nutzung Vorrang vor Privatnutzung genießen soll.

### Sport

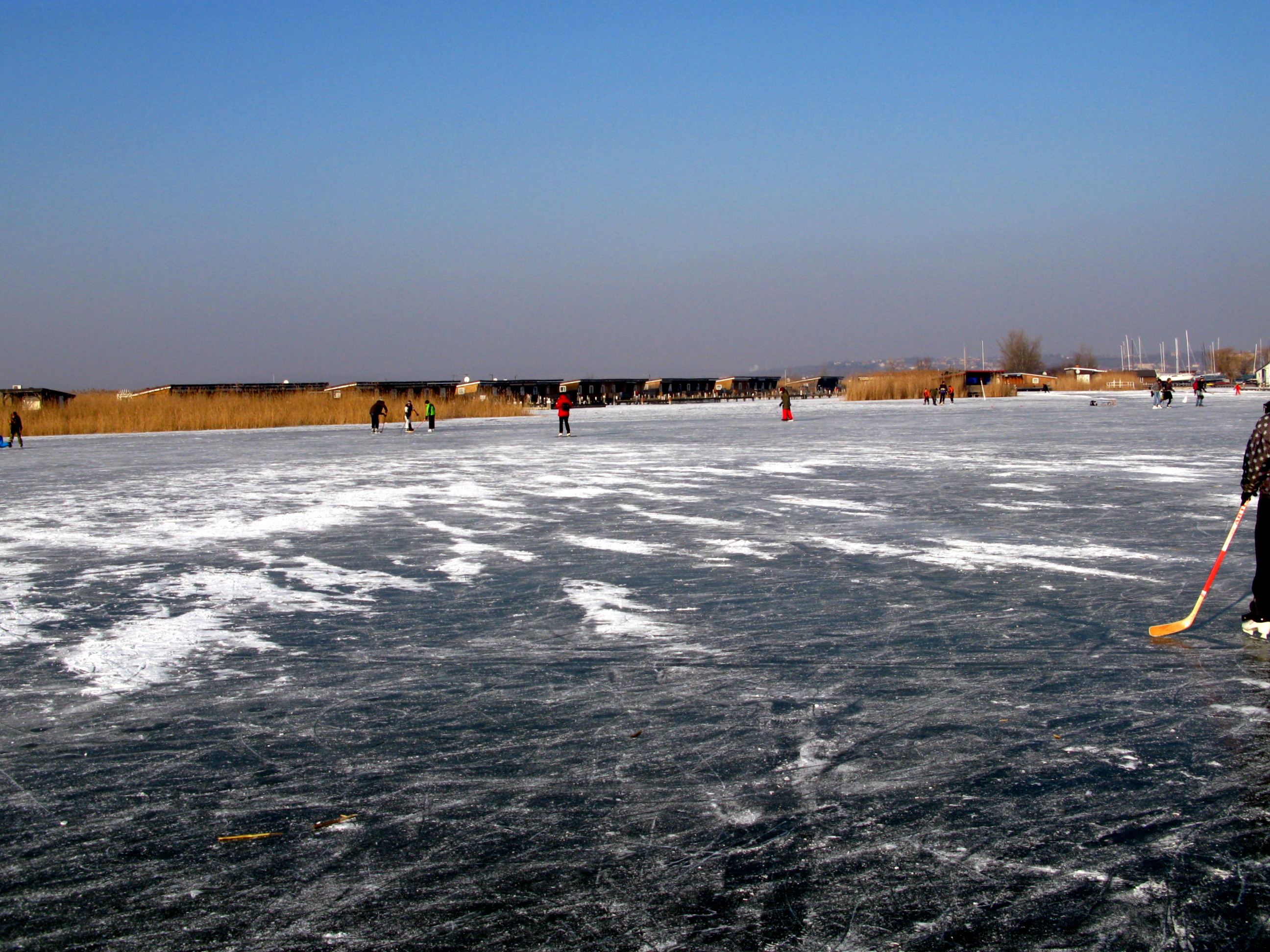
Eislaufen bei Neusiedl, 2009

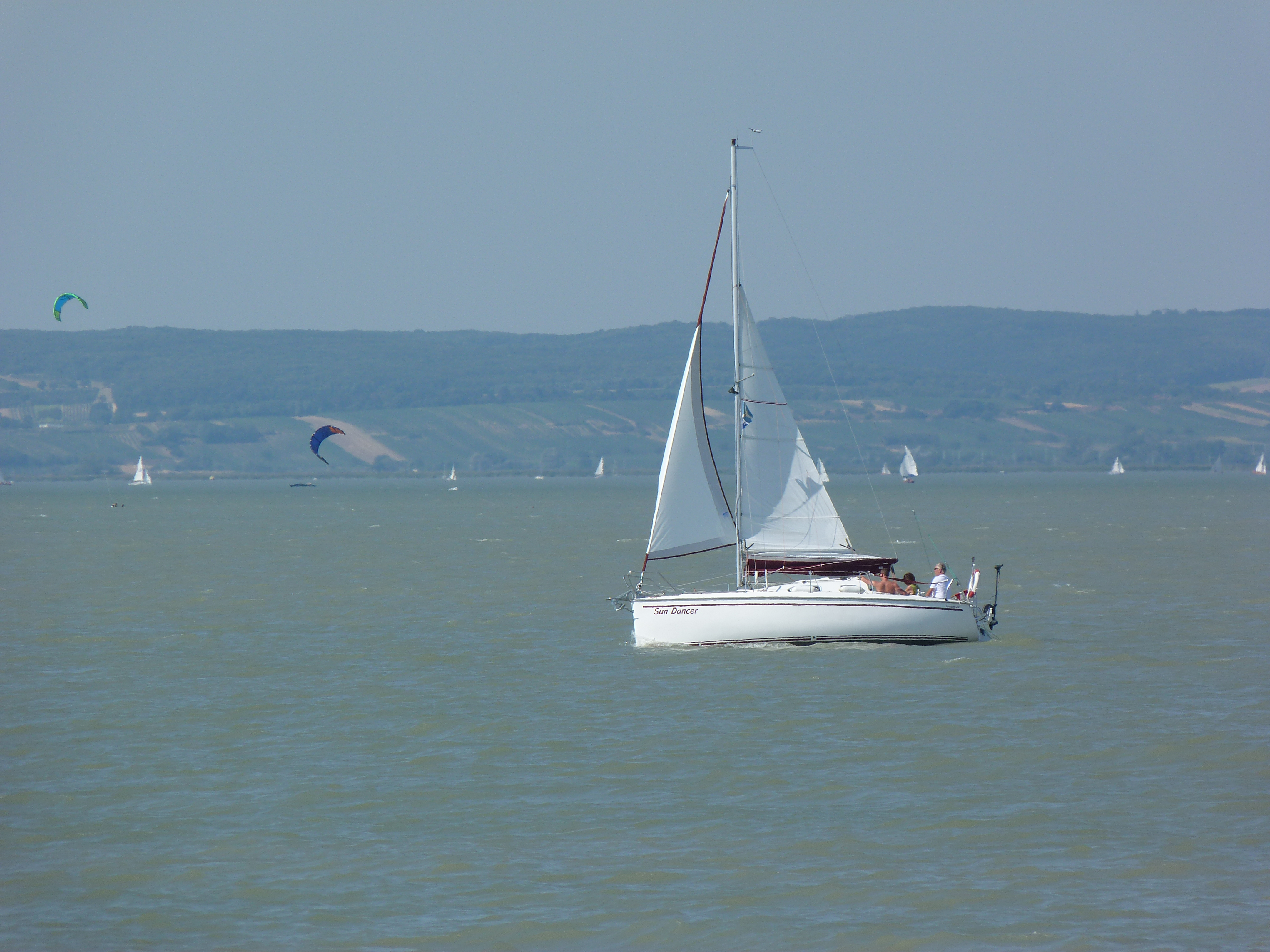
Segler und Kiter bei kräftigem Wind

Hauptsächlich profitiert der Fremdenverkehr durch Veranstaltungen und Einrichtungen für Segeln, Surfen, Kitesurfen, Paddeln, Beachvolleyball, Inlineskaten, Reiten und auch Radfahren vom See. So gibt es unter anderen einen Radrundkurs um den See, den Neusiedler See-Radweg, mit einer Länge von 135 km, wovon 38 km in Ungarn und 97 km in Österreich verlaufen.
Bekannte sportliche Ereignisse sind die jährliche Seedurchquerung von Mörbisch nach Illmitz und der Austriathlon in Podersdorf. Jährlich finden Ende April der Surf Worldcup in Neusiedl statt. Alle zwei Jahre findet in einem Yachtclub (meist YCP, UYCNs und BYC) die österreichische Jugendmeisterschaft im Segeln statt. Im Mai 2006 trug die ISAF eine Weltmeisterschaft in Segeln und Windsurfen am Neusiedler See aus. Neben den in den Badehäfen bestehenden Segel- und Surfschulen hat sich in Neusiedl am See die Segelakademie des Österreichischen Segelverbandes etabliert. Während der Sommermonate wird an so gut wie jedem Wochenende irgendwo am See eine Regatta ausgetragen, von Staatsmeisterschaften bis zu gemeinsamen Fahrtentörns kann vieles beobachtet werden.
Im Winter wird der See irgendwann zwischen Mitte Dezember und Februar zum größten Eislaufplatz Mitteleuropas. In den Wintern 1974/75 und 2006/07 fror der See nicht zu, im Winter 1982/83 zum bisher spätesten Termin am 13. Februar. In guten Jahren ist die Oberfläche spiegelglatt und schneefrei, manchmal bei zu viel Wind über große Strecken rau wie ein Waschbrett mit ebenen Flächen dazwischen. Es können sich sogar stellenweise eineinhalb Meter hohe Eisstöße bilden. Stellenweise kann es dünne, oft dunkle Stellen geben oder kleine offene Flächen, wo Methangas, das vom Schlammgrund des Steppensees aufsteigt, das Zufrieren behindert. Auch in Schilfnähe ist Vorsicht angebracht. Neben Schlittschuhlaufen werden die Wintersportarten Eissegeln, Eissurfen, Eis-Kitesurfen und sogar Radfahren mit Spikes betrieben. Auf einer 15 km langen gespurten Piste in Podersdorf kann man Langlaufen.

### Weinbau
Durch das günstige Klima mit 2000 Sonnenstunden jährlich wird in der Region auch viel Weinbau betrieben, wobei viel Wein in andere Regionen verkauft wird, aber auch in zahlreichen Heurigenbetrieben und Vinotheken direkt vermarktet wird. In den Weinbauregionen Neusiedler See und Leithaberg werden insgesamt rund. 12.225 Hektar bewirtschaftet.
Die dominierenden Weißweinsorten sind der Welschriesling und der Weißburgunder. Bei den Rotweinen sind es der Zweigelt, der St. Laurent und der Blaufränkische. Das Weinbaugebiet ist in den 1960er- und 1970er-Jahren mit Spezialitäten wie Trockenbeerenauslese und Eiswein bekannt geworden. Nach dem Weinskandal 1985 ging der Weinbau einige Jahre stark zurück, in der Zwischenzeit hat die Qualität der produzierten Weine aber Weltklasseniveau erreicht. Spitzenbewertungen bei renommierten Kritikern wie Robert Parker belegen den Führungsanspruch der Weinbauregion in Österreich.

### Fischerei

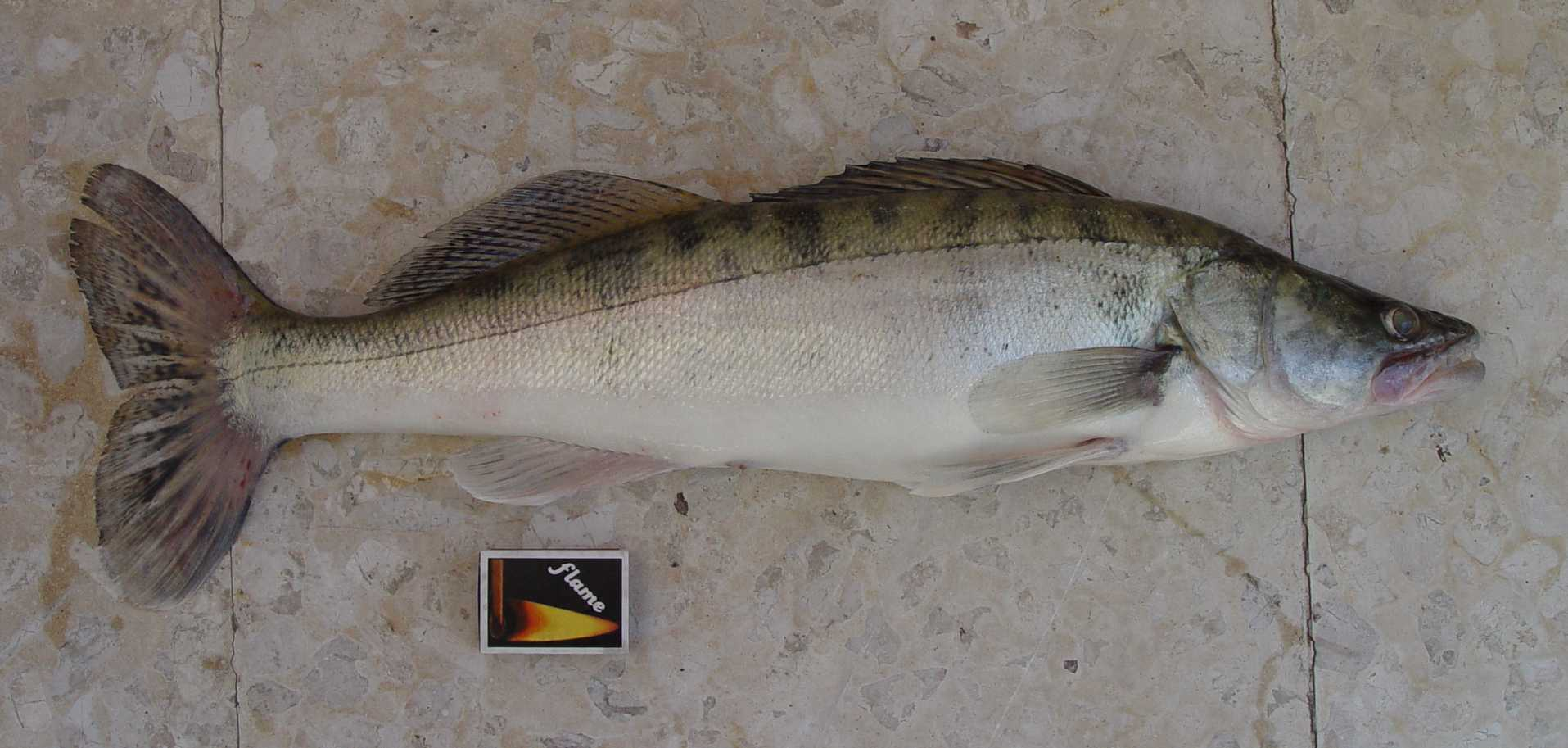
Zander – ein beliebter Speisefisch am Neusiedler See

Es gibt heute nur noch eine Handvoll Berufsfischer am See, die mit Reusenanlagen Speisefische fangen. Für Privatpersonen besteht die Möglichkeit, Anglerkarten zu erwerben. Belegt ist die Fischerei bereits im 16. Jahrhundert. Die Fischgewässer waren zu dieser Zeit im Besitz des Adels. Von den Orten Illmitz, Apetlon und Martinhofen mussten daher Fische als Zins an die Esterházy nach Eisenstadt geliefert werden.
Früher wurden nichtheimische Fische wie der Aal in den See ausgebracht, um die Mengen für die Fischerei zu erhöhen. Da dies die autochthonen Bestände und das natürliche Gleichgewicht des Sees beeinflusste, wurden ab den 1990er Jahren diese Eingriffe beendet. Ziel ist es nun, die alten Methoden und Überlieferungen auch in der modernen Fischerei zu erhalten. Aus diesem Grund zählt der Neusiedlersee Fisch allgemein zu den Traditionellen Lebensmitteln.

### Ausflugsziele

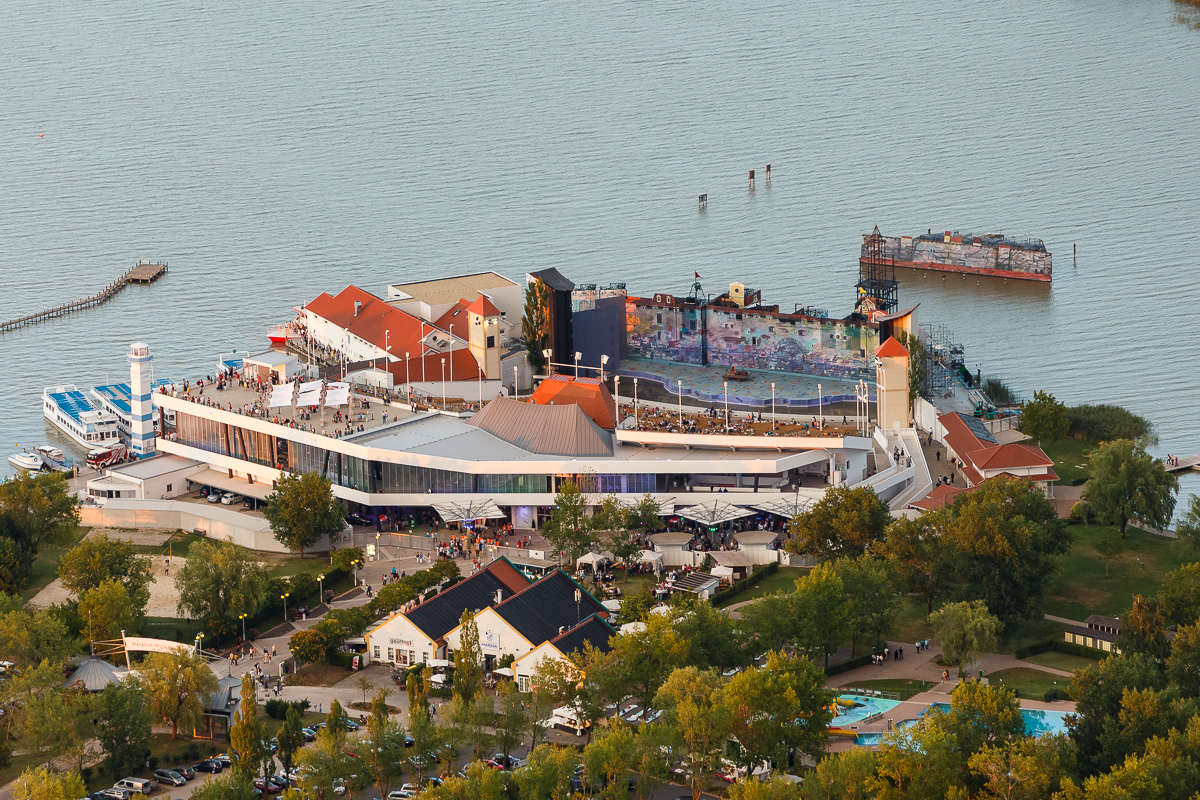
Anlage der Seefestspiele in Mörbisch

Bekannt sind die alljährlich in den Sommermonaten auf einer Seebühne aufgeführten Operetten der Seefestspiele Mörbisch, die auch per Fähre erreichbar sind. Im Steinbruch von St. Margarethen werden abwechselnd Opern und Passionsspiele aufgeführt. Und in Parndorf führen Laienschauspieler jeden Juli und August Shakespeare-Stücke auf.
Eine weitere Veranstaltungslokalität für Musik- und Theatervorstellungen befindet sich auf ungarischer Seite im Ort Fertőrákos, wo in einem unterirdischen Kalksteinbruch eine moderne Konzerthalle eingebaut wurde.
Als alternatives Kulturzentrum hat sich die Cselley Mühle bei Oslip etabliert. Hier finden Lesungen, Kabaretts und Pop- und Rock-Konzerte ihre Plattform.
In der Region rund um den Neusiedler See gibt es viele bekannte Ausflugsziele, darunter den Steppentierpark Pamhagen, wo man 50 artgerecht gehaltene Tierarten beobachten kann, das Schloss Halbturn, die mittelalterliche Burg Forchtenstein, das Dorfmuseum Mönchhof und Österreichs größten Freizeitpark, den Familypark Neusiedler See. Bei Schlechtwetter bietet sich auch die 2009 eröffnete St. Martins Therme & Lodge im Seewinkel als Alternative zum Baden am Seestrand an. In Ungarn liegt unweit des Sees der Nationalpark Fertő-Hanság, das Schloss Esterházy sowie die historische Altstadt von Sopron und die Taródi-Burg am Stadtrand.

## Verkehr

### Schifffahrt

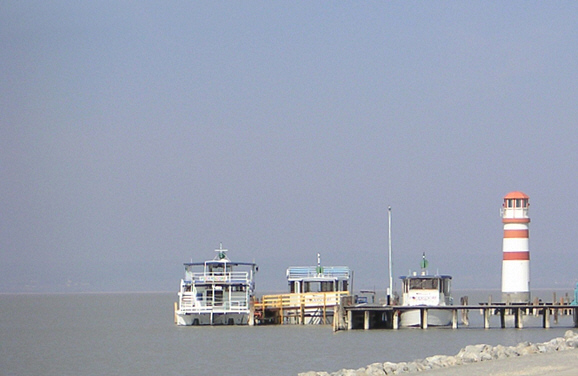
Leuchtturm Podersdorf und Ausflugschiffe, 2005

Grundsätzlich sind Motorboote mit Verbrennungsmotoren für Private auf dem See verboten. Diese sind den Berufsfischern, zur Regattabegleitung, zu Ausbildungszwecken, für Arbeitsschiffe und den Einsatzorganisationen wie Feuerwehr und Polizei vorbehalten. Außerdem sind noch vier Schifffahrtsunternehmen am See, die mit flachen größeren Schiffen zu Rundfahrten in den Schilfgürtel oder als Fahrradfähre den See von Illmitz, Podersdorf, Breitenbrunn, Rust und Mörbisch aus befahren.
Problematisch wirkt sich die technologische Entwicklung von Batterien und Elektromotoren auf die Ökologie des Sees aus. Denn seit einigen Jahren boomen leistungsstarke Elektroboote, die teilweise mit über 100 km/h Geschwindigkeit den Seeboden aufwirbeln und die Tierwelt stören. Außer dem bestehenden Tempolimit von 50 km/h ist allerdings keine gesetzliche Reglementierung vorgesehen.
Das Verbot von Verbrennungsmotoren und der häufige Wind haben dazu beigetragen, dass der Neusiedler See heute für alle windgetriebenen Wassersportarten ein überregionales Zentrum darstellt. Während der gesamten Saison, von April bis September, finden zahllose Regatten und ähnliche Bewerbe und Rahmenveranstaltungen statt. Segler, Kiter und Windsurfer haben sich in Vereinen und Clubs organisiert und tragen wesentlich zur kulturellen Vielfalt der Region bei.

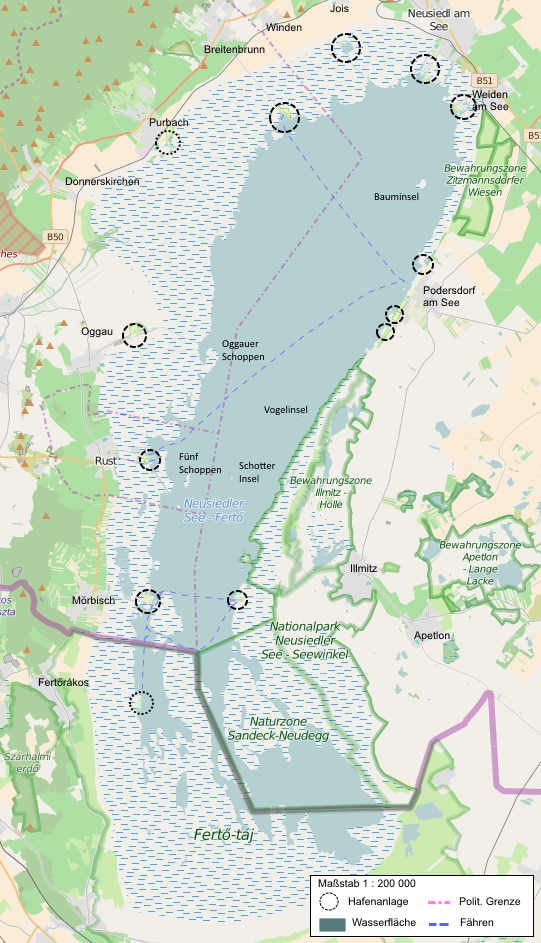
Neusiedler-See-Schifffahrt mit Fährlinien, Inseln und Häfen

Es gibt grundsätzlich zwei Arten von Segelhäfen am See, die von den Gemeinden betriebenen Gemeindehäfen – die teilweise in Segelvereinen organisiert sind – und die privaten Häfen der Yachtclubs:
| Hafen                      | Segelverein  | Yachtclub         |
| -------------------------- | ------------ | ----------------- |
| Illmitz                    | –            | YCI               |
| Podersdorf Süd             | SVP          | YCP               |
| Podersdorf Nord (bis 2016) | SCPN         | –                 |
| Weiden                     | SCW          | YES, YCW          |
| Neusiedl                   | SCNW, s4wCNS | UYCN              |
| Jois                       | –            | SU-YCS-Nd         |
| Breitenbrunn               | SBb          | YCBb              |
| Purbach                    | –            | ÖHYC              |
| Oggau                      | –            | YCOg              |
| Rust                       | SCR          | BYC, YC-TherMilAk |
| Mörbisch                   | –            | YCM               |
| Fertőrákos (Ungarn)        | –            | –                 |

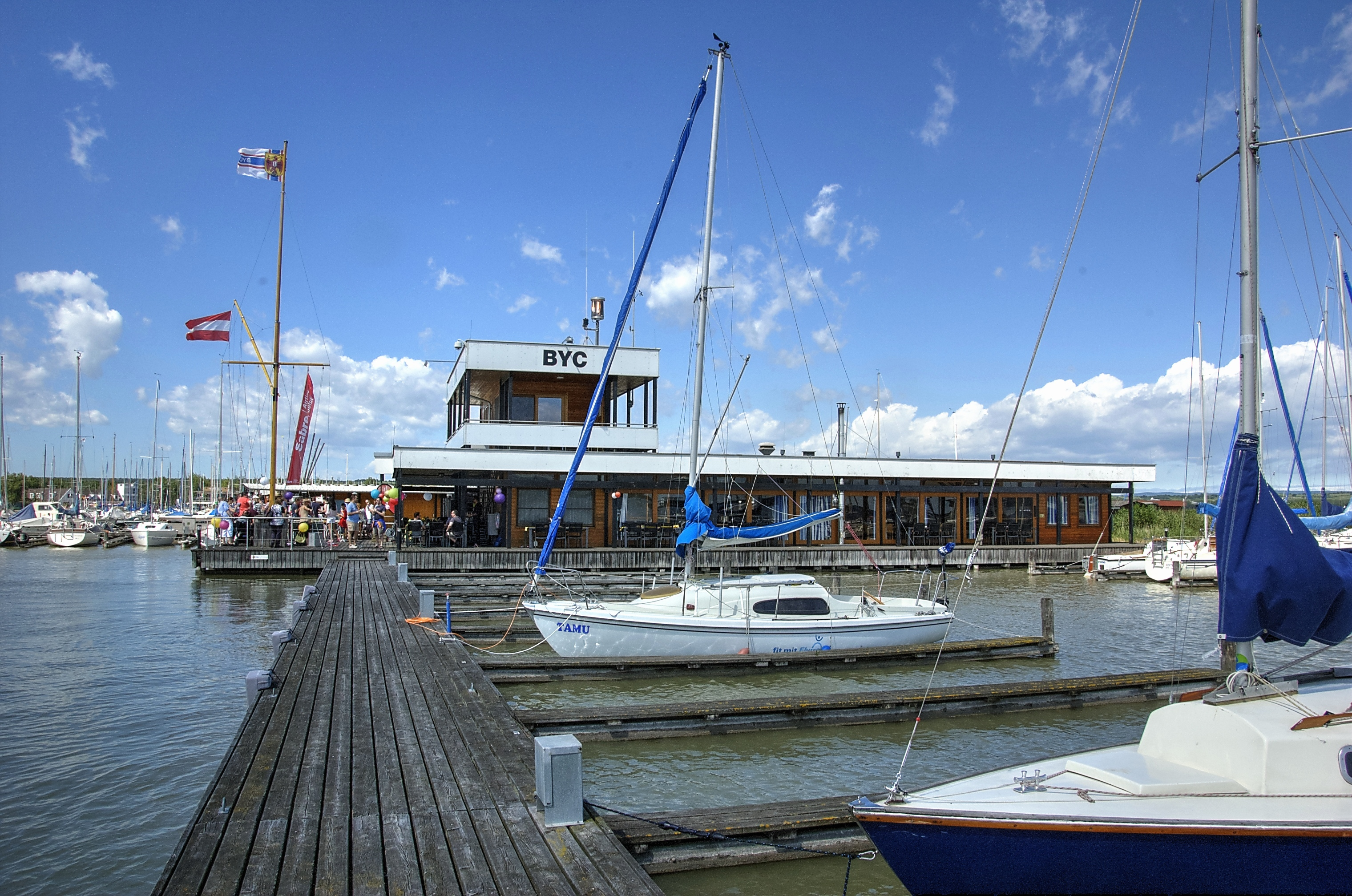
Gebäude des BYC in Rust mit Yachthafen im Hintergrund

Die Häfen Jois, Purbach und Oggau sind für Boote über Kanäle durch den Schilfgürtel erreichbar. Wegen der geringen Tiefe des Sees sind Sportgeräte mit Finnen oder Schwertern über 50 Zentimeter in Hafen- oder Ufernähe oft nicht verwendbar. Außerhalb der Häfen gibt es nur wenige Möglichkeiten zum Anlegen, denn das Befahren oder Anlegen bei den Badestränden ist gesetzlich verboten und die Ufer sind vollständig verschilft. Einige wenige Anlegestege werden stundenweise durch Gastronomiebetriebe in Podersdorf, Neusiedl, Jois und Rust bereitgestellt.
Der südöstliche Teil des Sees, der Silbersee, liegt teils auf österreichischem, teils auf ungarischem Staatsgebiet und darf als Vollnaturschutzgebiet und Bewahrungszone weder betreten noch befahren werden. Als See auf dem Gebiet der Staaten Österreich und Ungarn ist auch ein Grenzübertritt auf dem Wasser möglich. Seit der Ausweitung der Schengenzone auf Ungarn per Dezember 2007 erübrigt sich die Grenzkontrolle im südwestlich gelegenen Hafen von Fertőrákos, ein Reisedokument ist aber mitzuführen.

### Seebrücke
Ende der 1960er-Jahre wurde auf Initiative der Burgenländischen Landesregierung mit der Planung einer Straßenbrücke über den See begonnen, damit der Seewinkel besser an das restliche Österreich angebunden wird. Dabei sollte Illmitz mit Mörbisch verbunden werden. Hauptargument war die Gewährleistung von Rettungstransporten im Notfall von jedem Ort in Österreich aus bis zum nächsten Spital innerhalb eines bestimmten Zeitlimits. Dies konnte für den südlichen Seewinkel nicht gewährleistet werden. Auch wirtschaftliche Gründe wurden von burgenländischer Seite für den Bau ins Treffen geführt. Die Republik Österreich beschloss am 1. September 1971 per Gesetz den Bau der betreffenden Straße B52.
Das Projekt löste jedoch starke Proteste unter Naturschützern aus; besonders Klara Köttner-Benigni, die die Öffentlichkeit einschaltete und Informationsveranstaltungen mitorganisierte, ist hier zu erwähnen. Diese Proteste brachte die Naturschutzbewegung ins Rollen, der heute der Nationalpark zu verdanken ist. Damit wurde das Projekt fallengelassen.
Das Problem mit den Rettungstransporten konnte alternativ gelöst werden, indem in Frauenkirchen eine Unfallambulanz eingerichtet wurde. Außerdem sind heute Notarzthubschrauber im Einsatz.

### Erreichbarkeit

#### Bahn
Vom Wiener Hauptbahnhof gelangt man per Eisenbahn nach Neusiedl am See. Im Osten des Neusiedler Sees verläuft die Neusiedler Seebahn von Neusiedl am See nach Fertőszentmiklós und im Westen die Pannoniabahn von Neusiedl am See nach Eisenstadt und Wulkaprodersdorf.

#### Straße
Von Wien aus ist der See über die A4 (Ost Autobahn) oder die B10 (Budapester Straße) erreichbar, und vom Westen über die S4 (Mattersburger Schnellstraße), S31 (Burgenland Schnellstraße) und B50 (Burgenland Straße) von der A2 (Süd Autobahn) kommend. Auf ungarischer Seite erreicht man den See über die Bundesstraße 85 von Sopron (Ödenburg) oder Győr. Grenzübergänge sind Nickelsdorf, Pamhagen, Andau oder Klingenbach.

## Initiativen zur Rettung des Neusiedler Sees

### Seemanagement GmbH
Mitte 2022 nahm die neu gegründete Seemanagement GmbH ihre Geschäftstätigkeit auf. Sie soll zum Erhalt des von Austrocknung bedrohten Sees beitragen. Hauptaufgaben sollen die Schlamm- und Schilfbewirtschaftung sein. Dadurch soll die Wassersäule erhöht werden, die Schilfkanäle dementsprechend wieder funktionsfähig werden. Gedacht ist des Weiteren an eine Zuleitung von Wasser aus der Moson-Donau. Es soll zu weniger bewässerungsintensiven Kulturen der Landwirtschaft im Seewinkel kommen.

### Resolution und Demonstration in Jois 2023
Der Gemeinderat der Marktgemeinde Jois beschloss im April 2023 eine Resolution für die Rettung des Neusiedler Sees. Die Kommune fürchtet Folgen einer möglichen Austrocknung des Sees wie starke Staubbelastung, Veränderungen des Mikroklimas, eine geringere Qualität bei den landwirtschaftlichen Erzeugnissen, wirtschaftliche Einbrüche, Bedrohung der lokalen Tier- und Pflanzenwelt und eine Abwanderungsbewegung. Sie fordert rasche Maßnahmen. Natürliche Zuflüsse sollen gefördert werden und ein beschleunigtes Verfahren Planungssicherheit schaffen. Die Seegemeinden sollen mehr eingebunden und die Kommunikation über Bundeslandgrenzen hinweg verbessert werden. Neben dem Land müsse auch der Bund aktiv werden.
Im Mai 2023 veranstaltete die Kommune eine Demonstration, an der etwa 200 Menschen mit etwa 30 bis 40 Traktoren teilnahmen. Die Burgenland Straße B50 wurde für drei Stunden blockiert. Auch überregionale Medien wie Focus Online oder Münchner Merkur berichteten davon.

## Sonstiges
- Am 13. November 1973 brachte die Österreichische Post zu diesem Motiv eine Dauermarke der Briefmarkenserie Landschaften aus Österreich zu 10,00 Schilling heraus. Eine 4,00-Schilling-Briefmarke „Naturschönheiten“ folgte am 13. Juli 1984 mit Neusiedler-See-Motiv, und zuletzt wurde die 1,00-Euro-„Weltkulturerbe“-Briefmarke am 11. Juli 2003 aufgelegt. Die ungarische Post brachte unter dem Titel „Weltkulturerbe Ungarns – Neusiedler See / Fertő“ am 16. März 2006 eine 90-Forint-Marke heraus.[70]
- Am Neusiedler See findet sich ein Vorkommen von Quarzteilchen, die in Tonmineral eingebettet sind. Durch diese Besonderheit sind diese Vorkommen als Füllstoff für spezifische Kunststofffolien geeignet.